# Lateráni bazilika
A lateráni bazilika vagy Lateráni Szent János-bazilika (olaszul Basilica di San Giovanni in Laterano) a Római egyházmegye székesegyháza, Róma püspöke – azaz a pápa – címtemploma. A lateráni egyházi épületegyüttes része.
Jelenlegi főpapja (legfeljebb 75 éves koráig, 2028 végéig) Angelo De Donatis bíboros, a pápa római helynöke.  A Francia Köztársaság elnöke ex officio a főszékesegyház „első és tiszteletbeli kanonoka”, ezt a címet a francia királyoktól örökölte, akik IV. Henriktől kezdve birtokolták.

## Neve
Teljes hivatalos neve latinul: Archibasilica Sanctissimi Salvatoris et Sancti Iohannes Baptista et Evangelista in Laterano, olaszul: Arcibasilica del Santissimo Salvatore e Santi Giovanni Battista et Evangelista in Laterano, azaz „a Legszentebb Megváltó, Keresztelő Szent János és Szent János evangélista-főbazilika”. A legrégibb, és – mint Róma katedrálisa, Róma püspökének temploma, a pápai trón (Cathedra Romana) székhelye – a legmagasabb rangú a négy pápai nagybazilika (basilica maior) közt, beleértve a jóval ismertebb Szent Péter-bazilikát is. Az egyetlen templom, amelyet „főbazilika” (archibasilca) címmel illetnek, a székesegyház megnevezés azonban hivatalosan és a köznyelvben is csak igen ritkán fordul elő. A „Város és a földkerekség minden templomának anyja és feje” („omnium urbis et orbis ecclesiarum mater et caput”) címmel is rendelkezik.

## Helytörténet
A bazilika helyén már létesítése előtt is jelentős építmények voltak. A Castra Nova equitum singularium, azaz a császári lovas testőrség „új erődje” maradványaira épült. Az erődöt Septimius Severus császár építtette 193-ban, de I. Constantinus (Nagy Konstantin) leromboltatta, miután legyőzte Maxentiust és feloszlatta az ellenfelét támogató testőrséget. Az erőd jelentős maradványai fekszenek pont a bazilika főhajója alatt.
A bazilika helyének többi részét a korai Római Birodalom idején a Laterana gens palotája foglalta el. A Lateranusok egyike, Plautius Lateranus consuljelölt arról lett híres, hogy a császár Néró elleni összeesküvéssel vádolta meg, emiatt javait elkobozták.
A mai lateráni palota az uralkodó kezébe került, amikor I. Constantinus elvette második feleségét, Maxentius testvérét, Faustát. Ebben az időben az épület „Domus Faustae” (Fausta háza) néven volt ismert, de később Constantinus Róma püspökének adományozta. Pontosan nem ismert, hogy ez mikor történt, de a történészek szerint Miltiadész pápa idején lehetett, akkortájt, amikor (313) a donatista egyházszakadás ügyében zsinatot tartottak. A palotát átalakították és kibővítették és ezzel megszületett egyrészt Róma katedrálisa, valamint a lateráni palota, a pápák – mint Róma püspökeinek – székhelye. A történelem során többször, többek között tűzvész miatt szinte teljesen újjá kellett építeni. A mai változat 1735-ben készült el, barokk stílusú templom.

## Alaprajz és belső tér

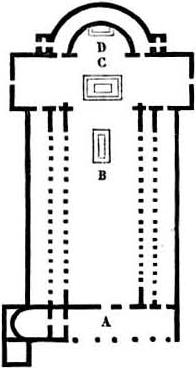
A bazilika alaprajza

A hatalmas, öthajós ókeresztény bazilikának jóformán csak az alaprajza maradt meg. X. Ince pápa megbízásából a különc barokk mester, Francesco Borromini 1650-ben teljesen kora képére alakította át. A 16 m széles, 87 m hosszú főhajó antik oszlopsorai köré pilléreket épített, és az azokban kialakított fülkékbe nagy barokk szobrokat állított. Ezek mozgalmassága űzi el az ókeresztény egyház hangulatát.
A főhajót záró nagy apszis és középkori mozaikképei szerencsére átélték a sok tűzvészt és átalakítást. Az apszis és a négyezeti tér közé eső, gyönyörűen díszített kórus átalakításával és díszítésével eredetileg Giovanni Battista Piranesit bízták meg, az ő tervei azonban nem valósultak meg.

### A szentély-apszis
A főhajót záró nagy apszis és középkori mozaikképei szerencsére átélték a sok tűzvészt és átalakításokat. Az apszis és a négyezeti tér közé eső – mai megjelenésében – gyönyörűen díszített kórus átalakítása és díszítése megtervezésével korábban Piranesit bízták meg, ez azonban nem valósult meg.
Az apszisbeli boltív tetején a Megváltó óriási mellképe angyalok között. Alatta egy dombból kiemelkedő nagy kereszt és jelképes „Új Jeruzsálem" látható, a négy evangéliumot szimbolizáló folyóval. A kereszt lábánál Mária látható apostolokkal, Szent Antallal, Szent Ferenccel és a képet megrendelő IV. Miklós pápa pápával (1288-92), aki megválasztása előtt szintén ferences szerzetes volt. Lejjebb, az apszis csúcsíves ablakai között apostolok képei; a mellettük térdeplő két jóval kisebb alakú ferences barát egyike a mozaikok mestere, Jacopo Torriti- kezében zománcozó szerszámmal, és a másik a segédje. Valószínű, hogy Torriti csak részben alkotta, részben pedig restaurálta a mozaikokat. Krisztus alakja és a folyók virágos rétje a gyermekekkel, madarakkal a IV. század stílusára vall.

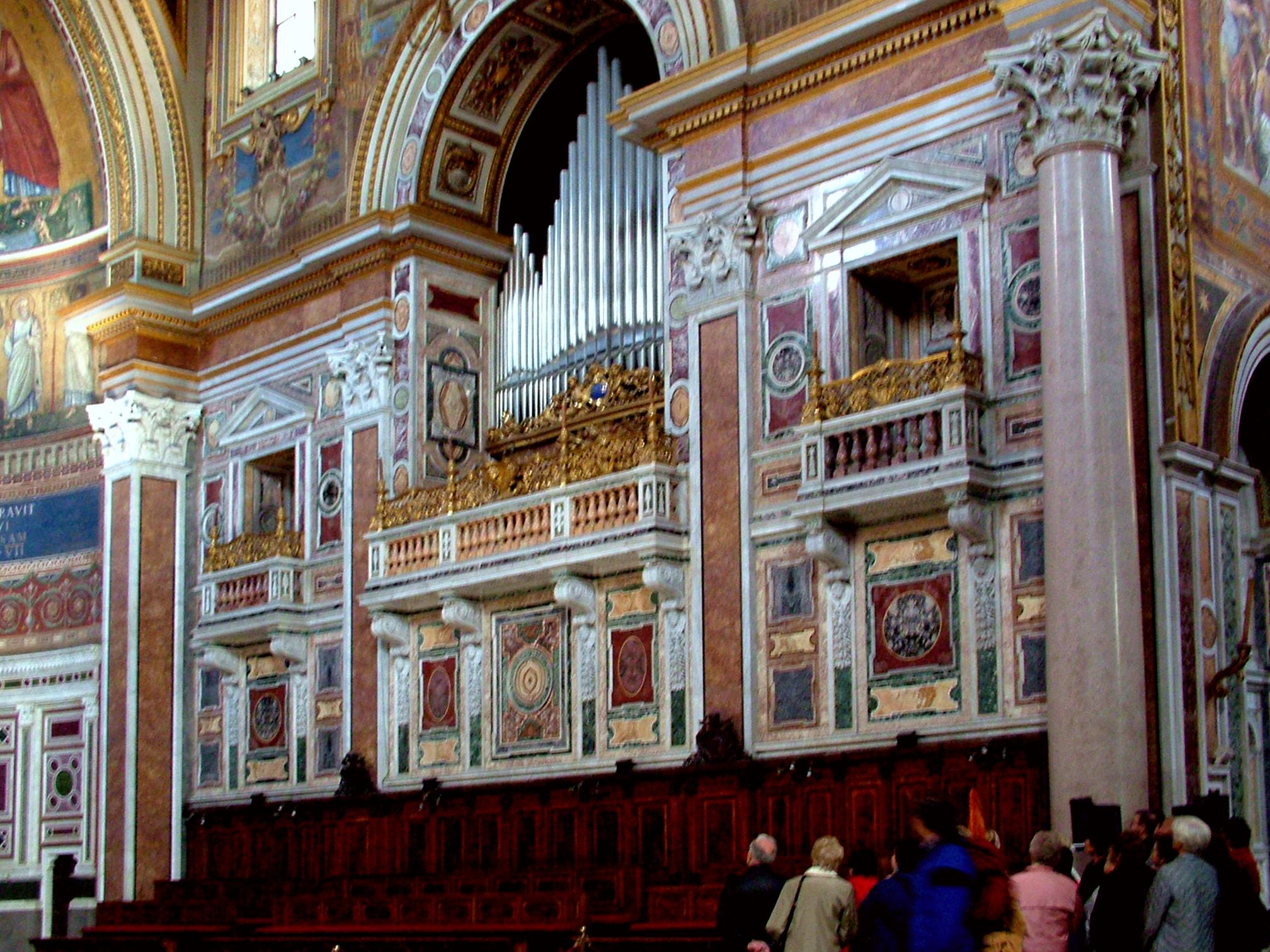
A szentély-kórus
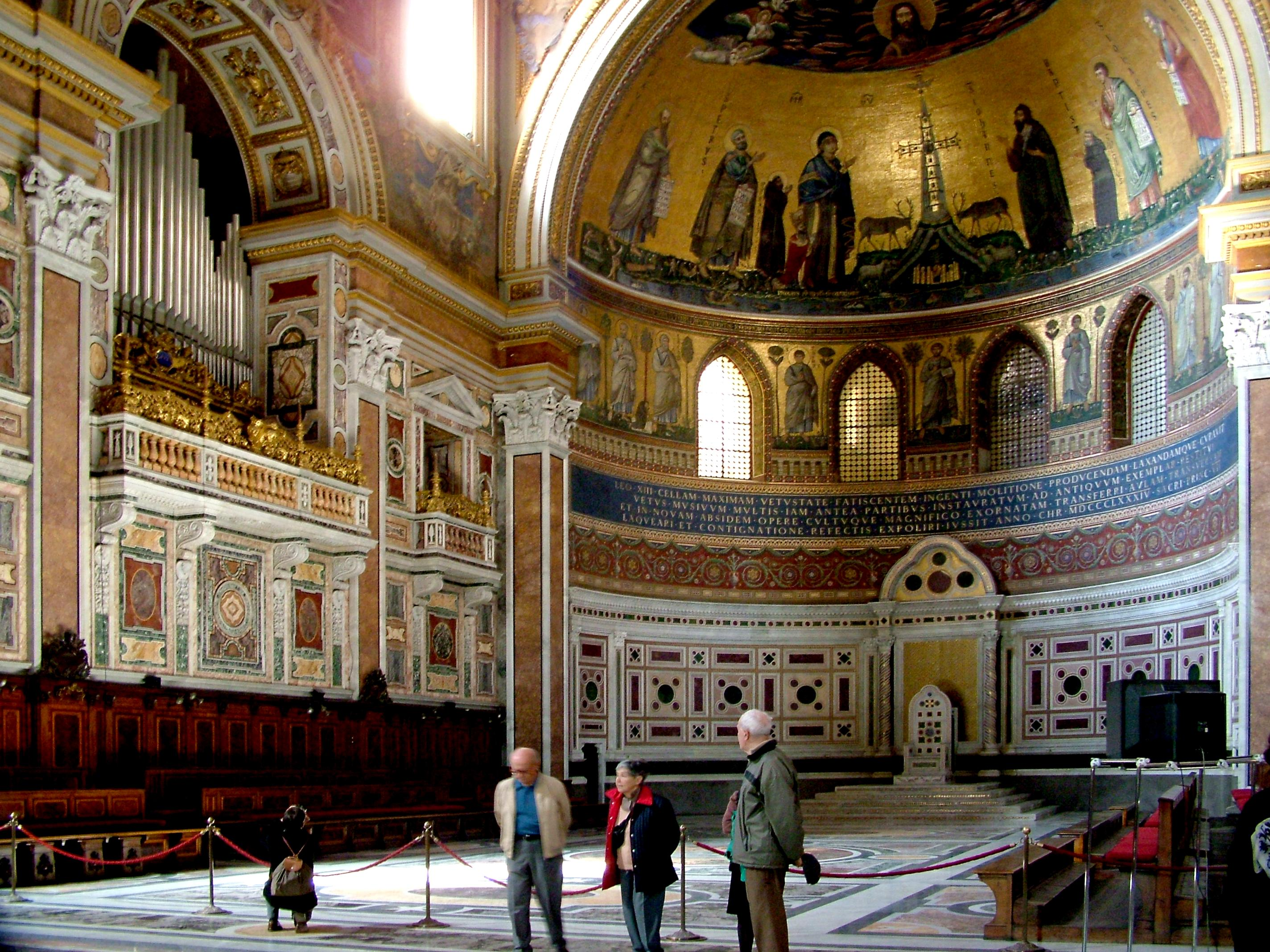
Szentélyapszis és kórus
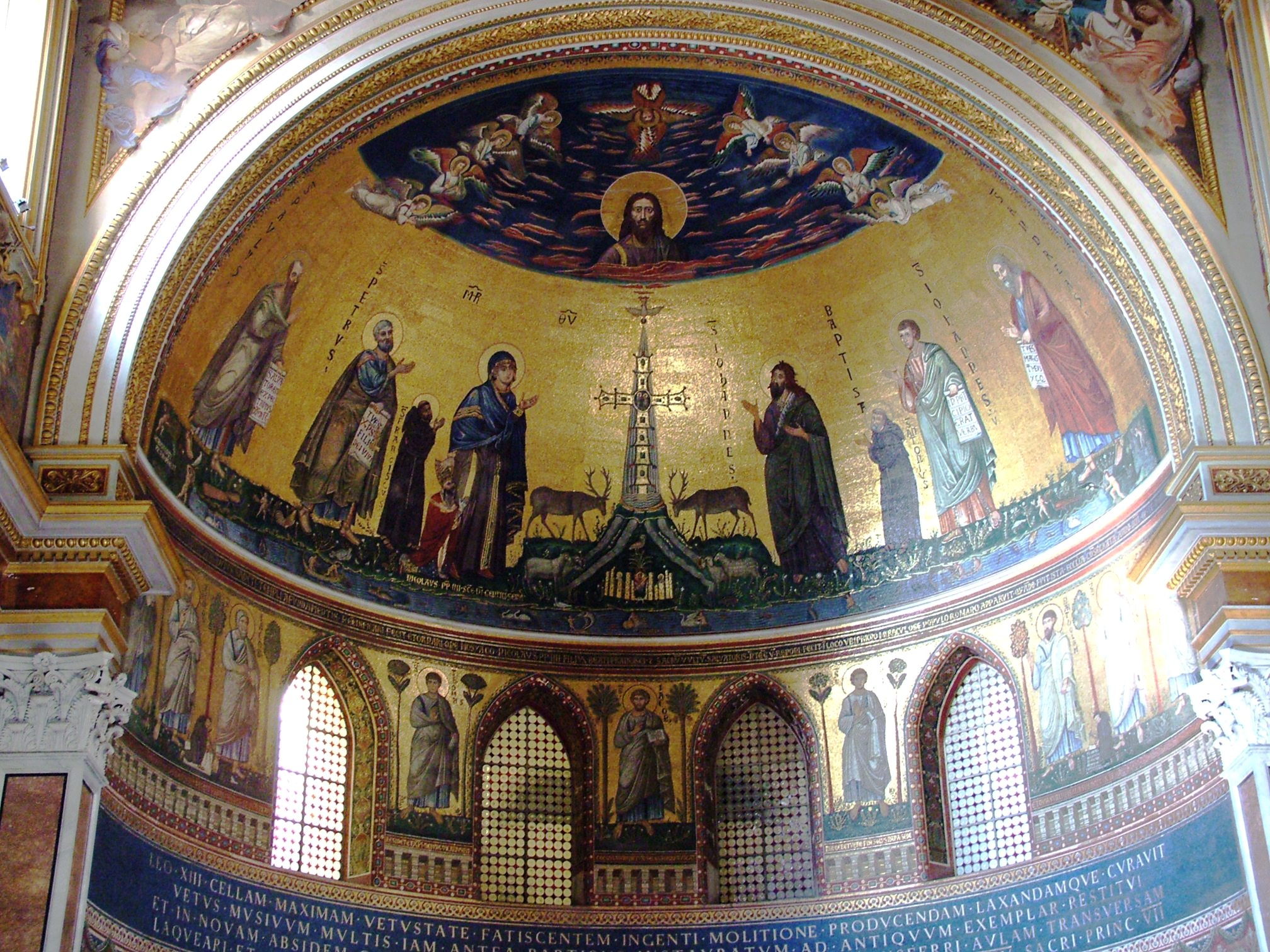
A szentély XII. századi mozaikdíszítése
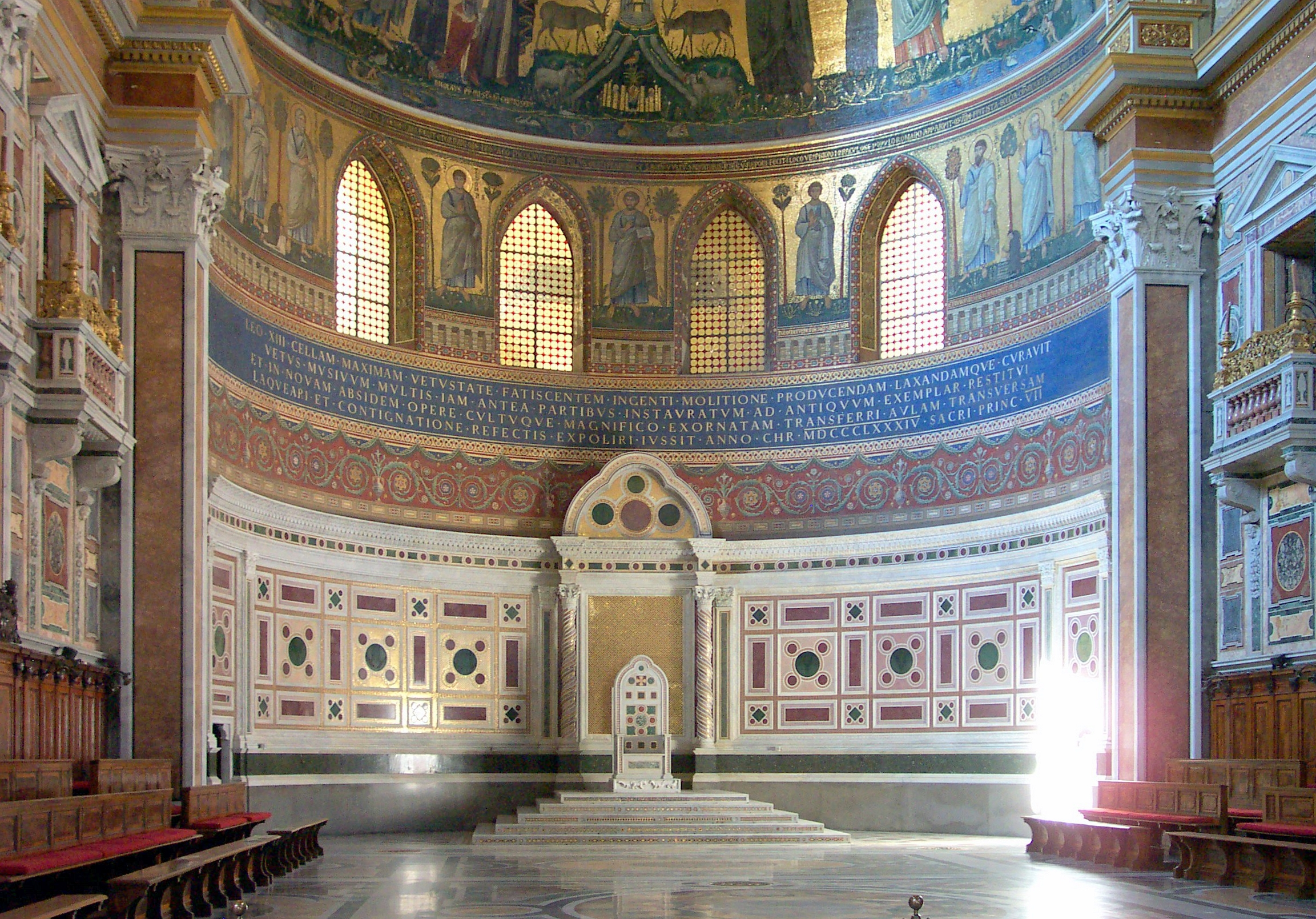
A Cathedra Romana, a pápai trón

### A főhajó
Borromini a 16 m széles, 87 m hosszú főhajó antik oszlopsorai köré pilléreket épített, s az azokban kialakított fülkékben elhelyezett nagy barokk szobrok áldrámai mozgalmassága űzi el az ókeresztény egyház hangulatát.
A fő- és kereszthajók alkotta négyezeti térben emelkedő nagy gótikus márvány tabernákulum (1367) rejti Péter és Pál apostolok koponyáit. Sajnos, ez a középkori építmény is átalakítást szenvedett a 19. században.

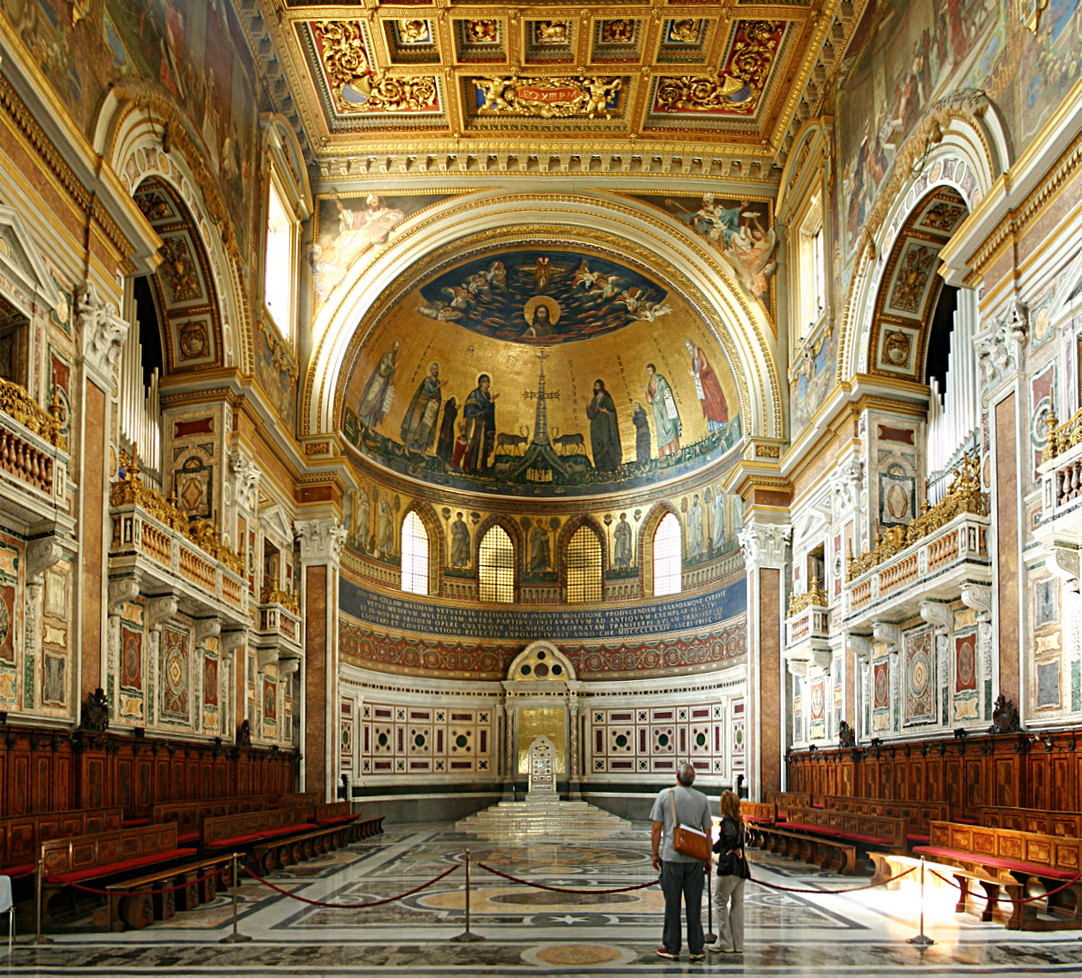
A főhajó az apszissal
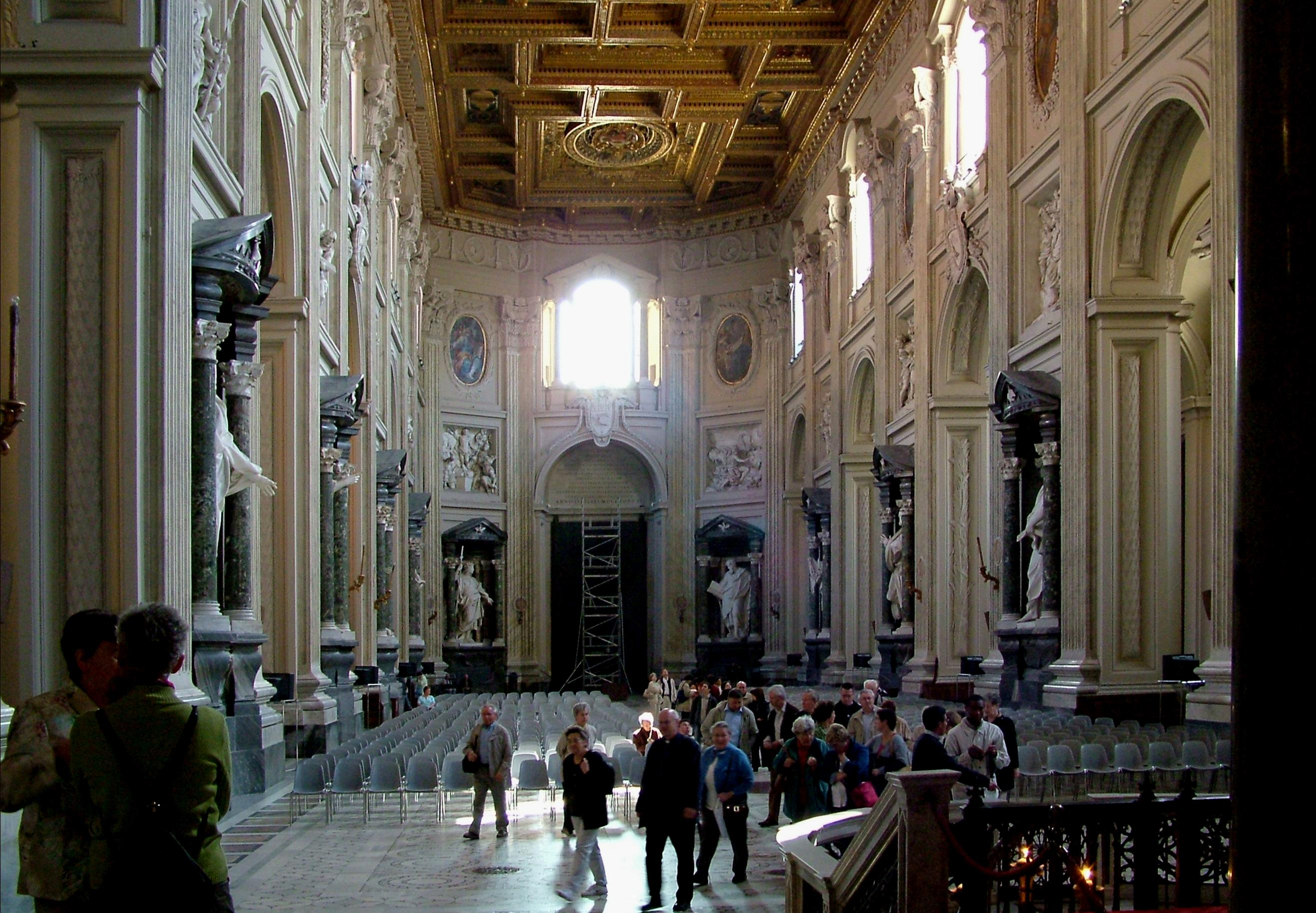
A főhajó
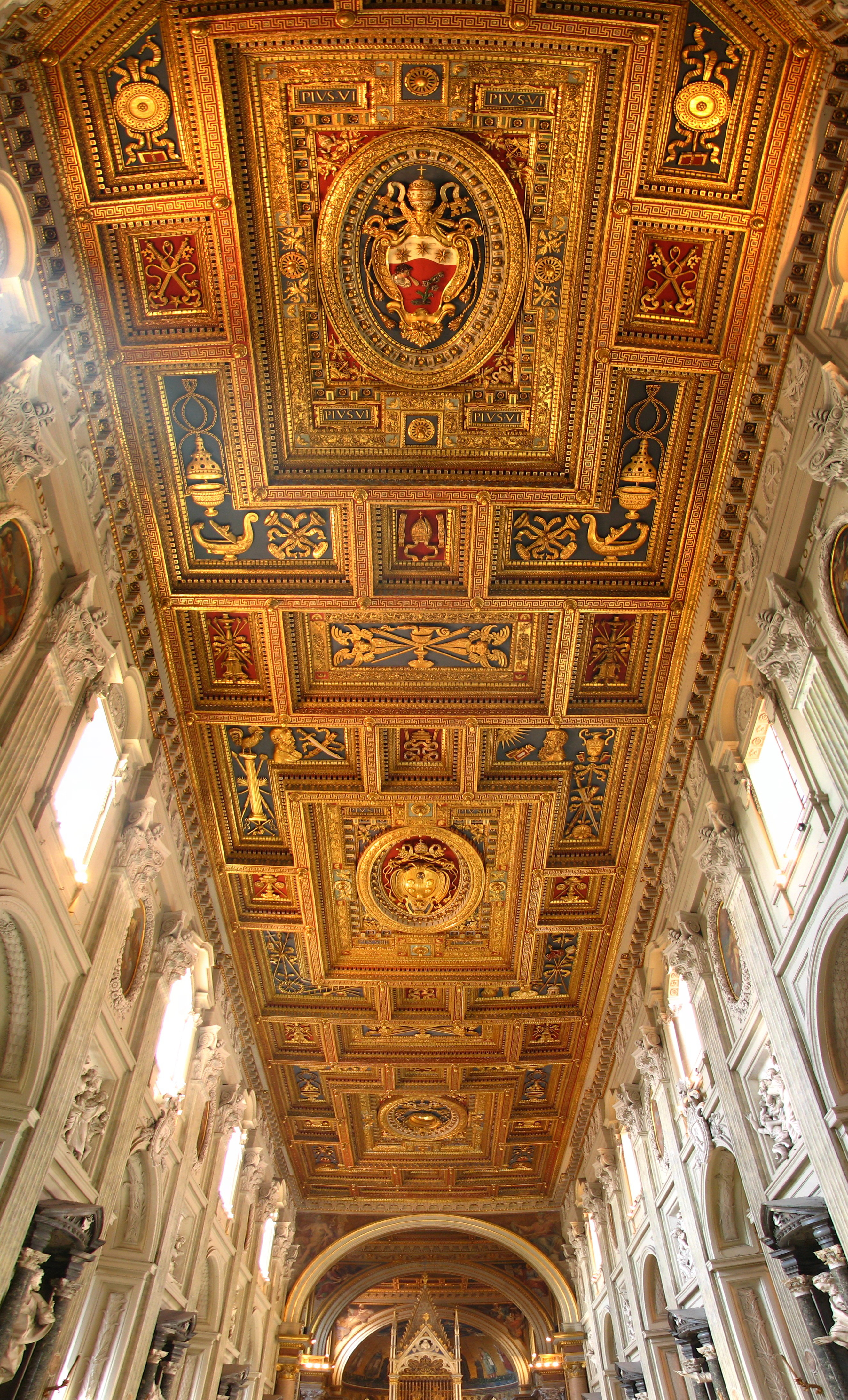
A főhajó mennyezete

Magyar vonatkozású a jobb oldali második pilléren az oldalhajó felőli oldalon, II. Szilveszter pápa emlékére készített kenotáfium, a szent korona küldéséről 1909-ben készített dombormű (Damkó József műve). A dombormű elhelyezését a magyar püspöki kar kezdeményezte. Egyes források ezt a követ említik "izzadó kőként", amely megjósolja egy pápa halálát. A pápa sírja egyébként innen nem messze, halálának helyén, a Jeruzsálemi Szent Kereszt-bazilikában (ol. Santa Croce in Gerusalemme) található.

### A négyezeti tér

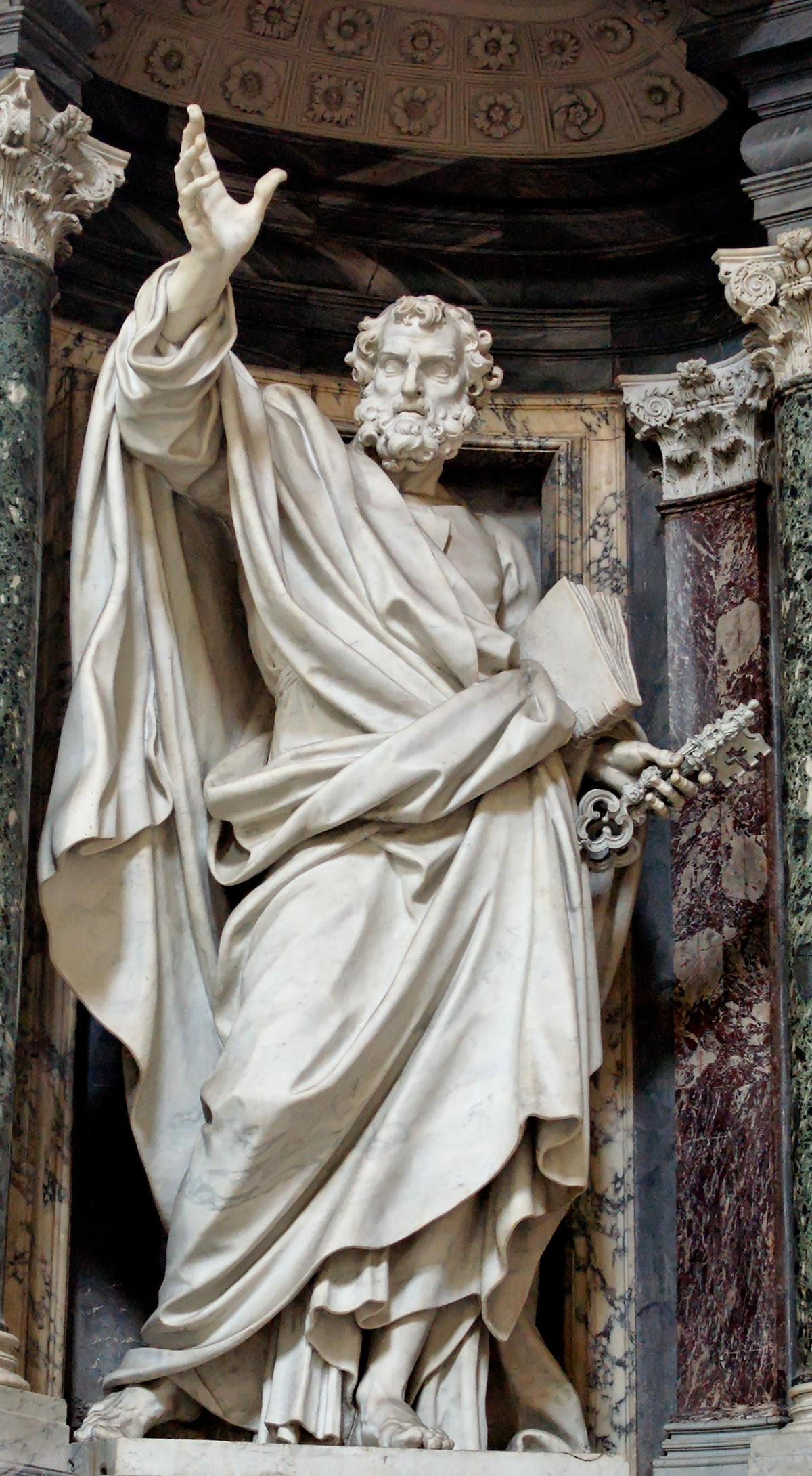
Szent Péter szobor az egyik pillérfülkében
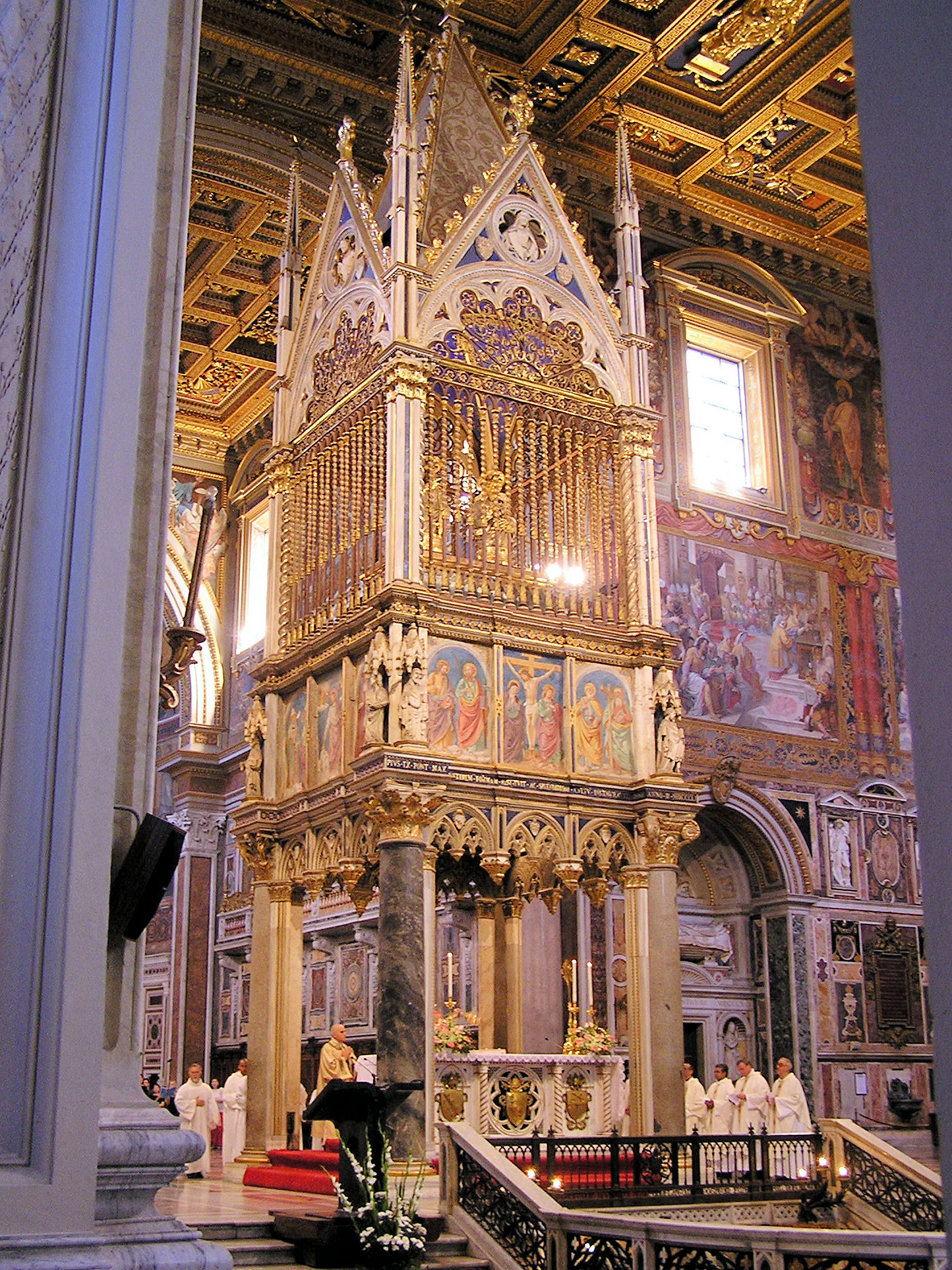
Tabernákulum

### Mellékhajók
A jobb első oldalhajó első pillérén helyeztek el egy Giottónak tulajdonított freskót, mely egykor az áldás-loggiát díszítette. VIII. Bonifác pápát ábrázolja, aki elsőnek használta a „Szt. Péter helytartója” helyett „Krisztus földi helytartója” címet. A képen az 1300-as szentévet nyitja meg. Akkor, tekintélye tetőpontján, százezernyi zarándok és fejedelmek ünneplésének középpontjában állott. Mire a kép elkészült, a főurak már megfosztották a pápai tróntól.
A negyedik pillérrel szemben szép kozmatikus stílusú síremlék található. A Borromini által kialakított, pillérekbe mélyített fülkékben egyházatyák szobrai nyertek elhelyezést.
A gazdagon aranyozott kazettás mennyezet égszínkék és bíborvörös színei még késő reneszánsz szellemet árasztanak (1562-1567).

### Corsini-kápolna
A bazilika legpompásabb kápolnája a Capella Corsini, melyet XII. Kelemen pápa emeltetett a főhomlokzatot tervező Galileivel (1734) egy szentté avatott családtagja tiszteletére. A kápolna színes márványokkal borított. A pápa síremléke antik porfír kád, amely Agrippa termáiból való.

## A székesegyház külső képe

### A főhomlokzat
Mindössze két évvel azt követően, hogy a Corsini-házból való XII. Kelemen (1730-40) a pápai trónra lépett, versenyt hirdetett a Lateráni Szent János-bazilika új homlokzatának megtervezésére, amelyen a korszak számos építésze vett részt. A győztes a firenzei Alessandro Galilei, a barokk utolsó nagy római építésze lett egy olyan tervvel, amelyet szigorú klasszicizmus jellemzett: oszlopsor alkotta árkádját, amely pontosan követi a templomhajókat, a kései római cinquecento építészete ihlette.
A homlokzat előtt rövid lépcsősor emelkedik, az árkádsor felett pedig loggia teszi teljessé a képet. A loggia fent gerendasorban végződik, központi timpanonnal és mellvéddel, amely végighúzódik a bazilika teljes hosszán. Tizenkét szobor emelkedik itt, szenteké és egyházatyáké, ők az áldást osztó Jézust veszik körül. A munkálatokat három év alatt fejezték be, 1743-ban, majdhogynem egyidejűleg a templombelső ismertetésében szereplő Corsini-kápolnával együtt.
A nagyvonalú, harmonikus loggiasor szépségét még annak is meg kell csodálnia, akit a barokk művészet hidegen hagy. A templom címét hirdeti a dombormű felirata: „Omnium ecclesiarum Urbis et Orbis mater et caput” (a Város és a Földkerekség minden templomának anyja és feje). A középső antik bronzkapu a Forum Romanumról, pontosabban a Curia Juliáról való. A homlokzat felirata, Christo Salvatore a lateráni bazilikát a Megváltó Krisztusnak ajánlja. Az 56 m széles előcsarnok bal végződésénél Constantinus szobra áll

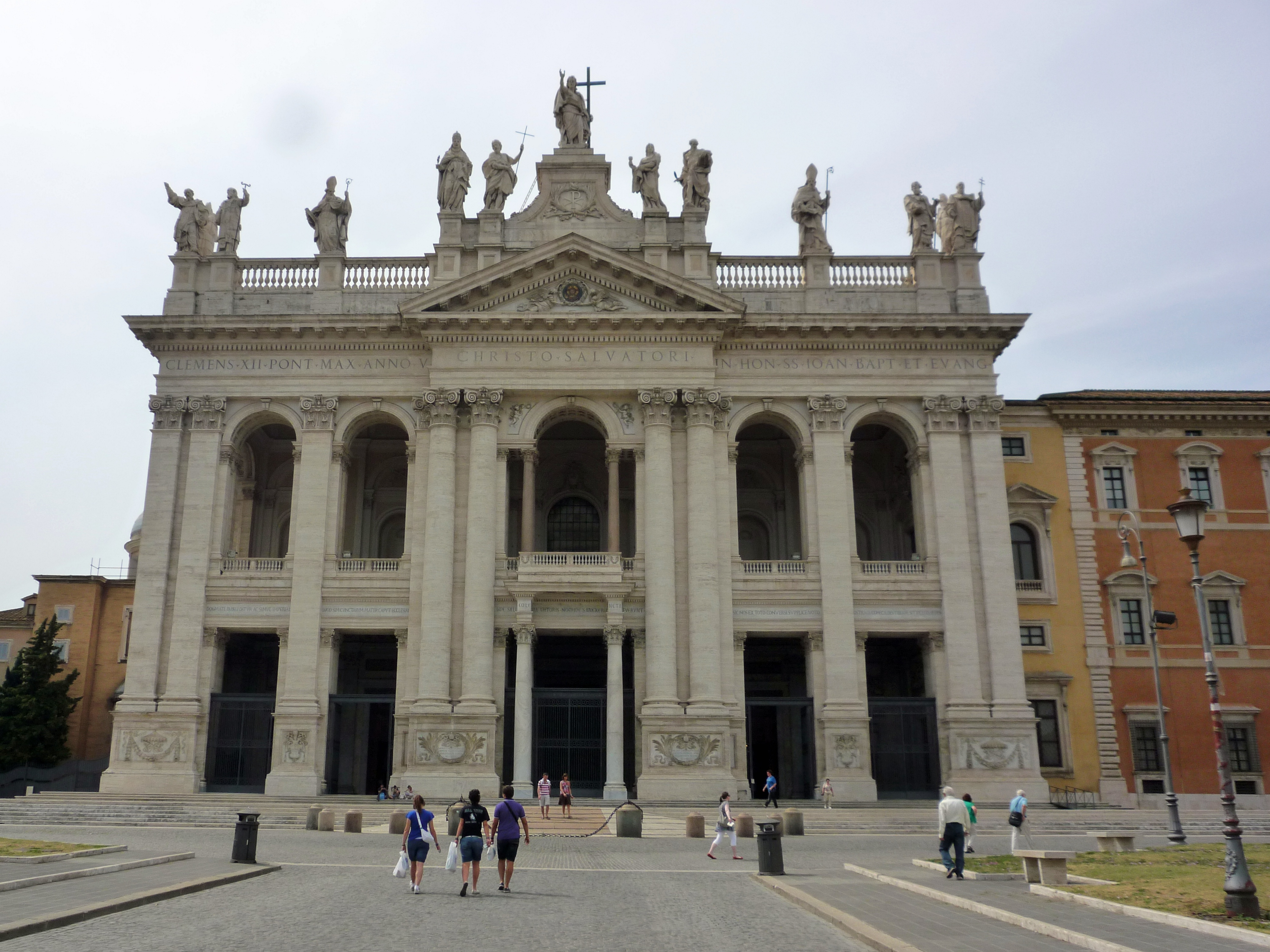
A főhomlokzat
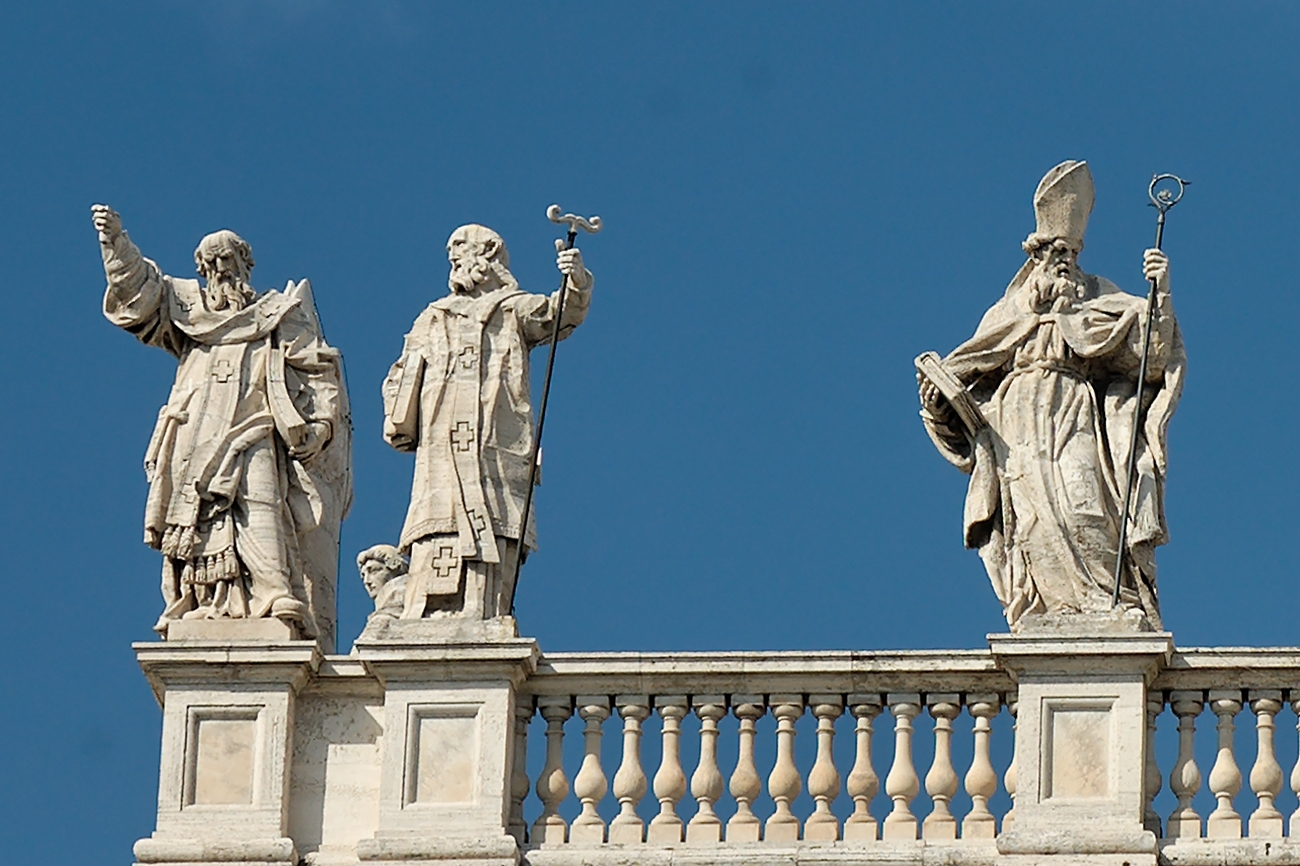
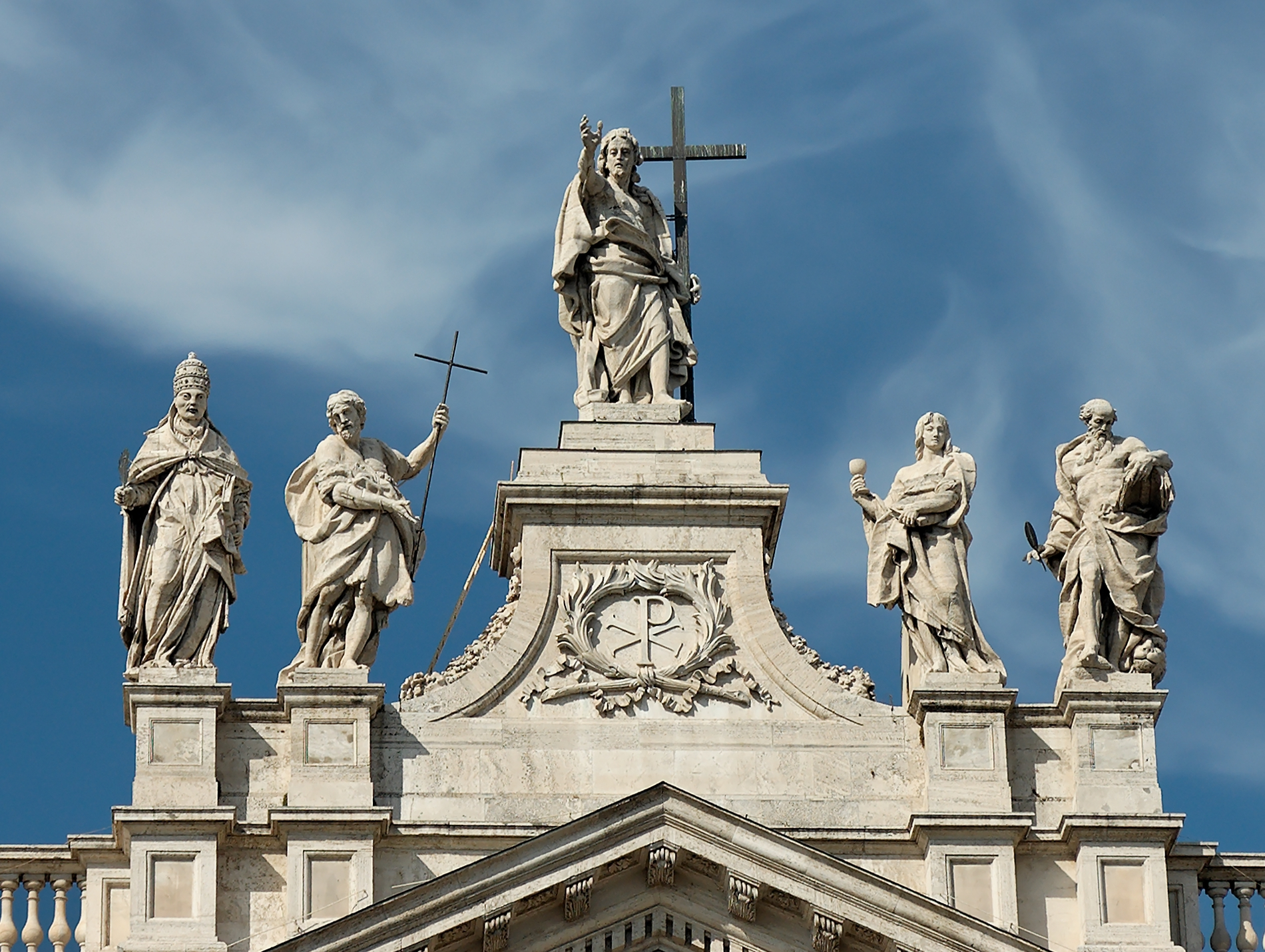
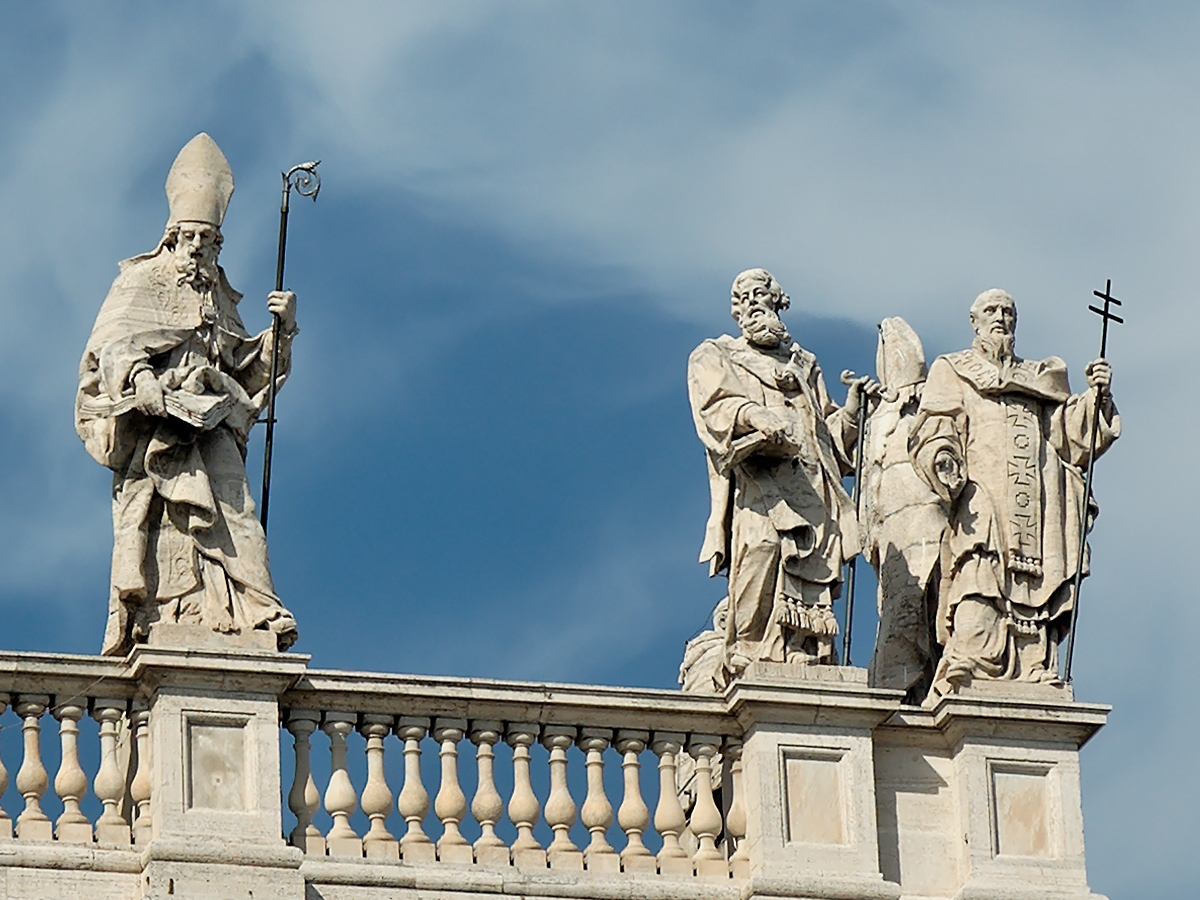
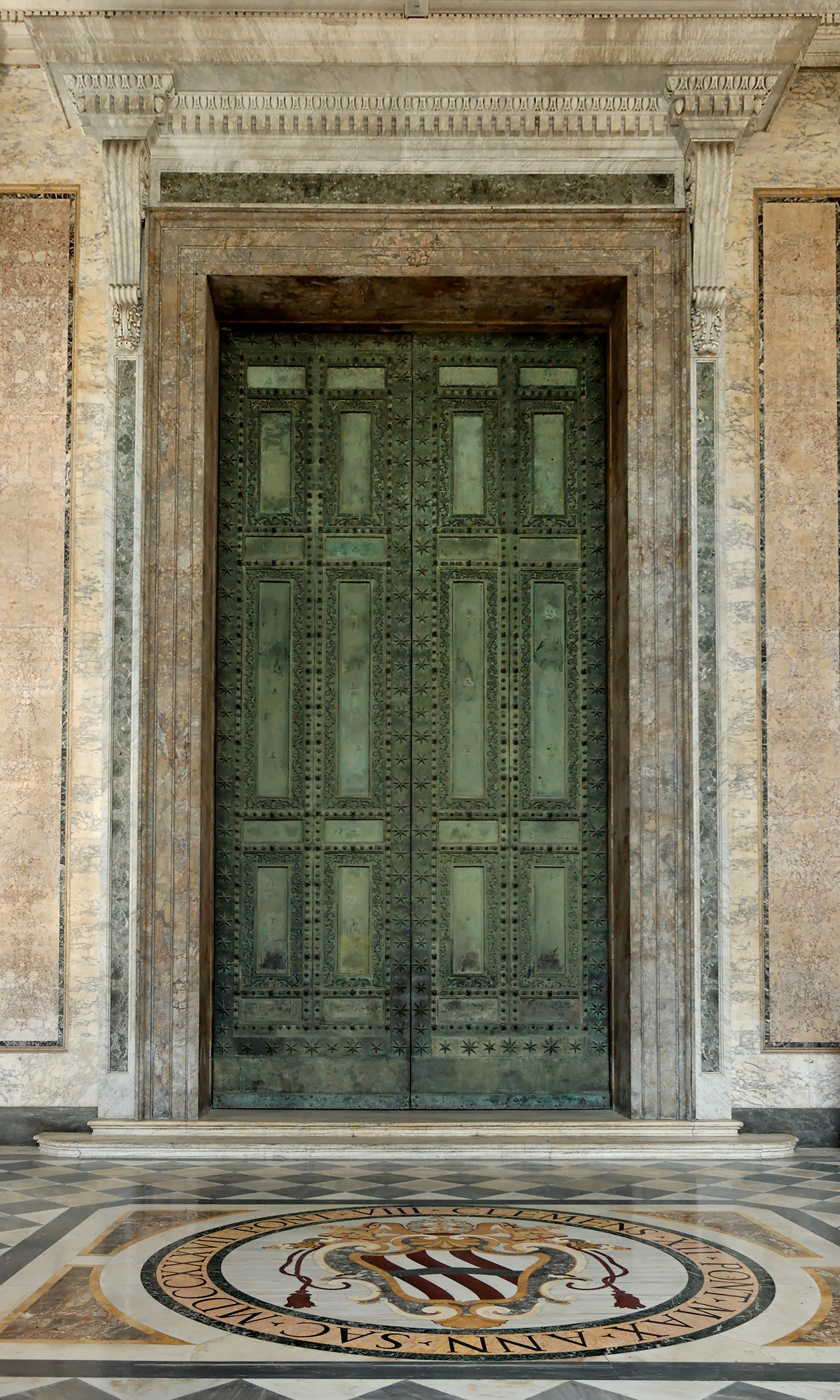
A bronzkapu
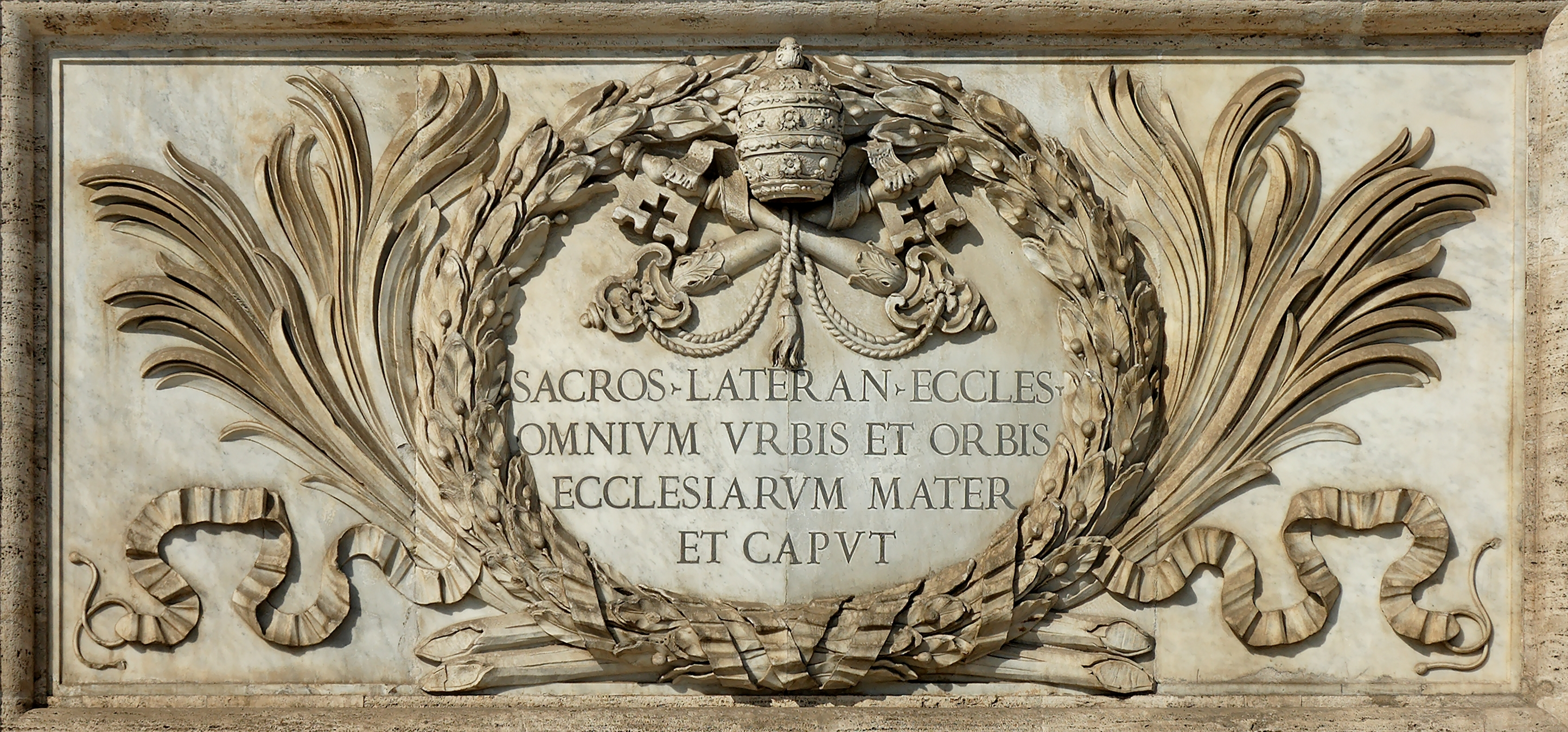
Dombormű

### Az oldalsó homlokzat

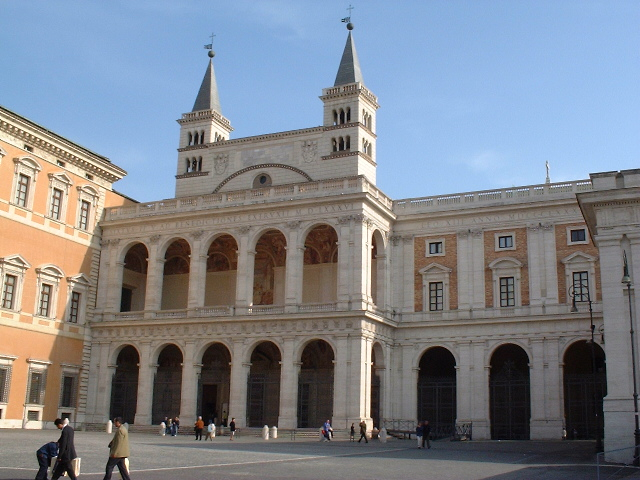
A kereszthajó északi bejárata

Az obeliszk terére nyíló kereszthajó homlokzatának finom, emeletes loggiáit – a régi áldás-loggiát – Domenico Fontana építette újjá, nemesen egyszerű reneszánsz stílusban. Az árkádsort szép kovácsoltvas rács zárja le. Itt is beléphetünk a bazilikába.

## A kolostorkert
A bal kereszthajóból nyílik kijárat a templomhoz tartozó gyönyörű 13. századi kolostorkerthez, melynek változatosan faragott, kozmatikus stílusú – berakásos oszlopokkal ékes keresztfolyosója nyújtja azt, amit az óriási bazilikában már hiába keresünk: a régmúlt hangulatát.

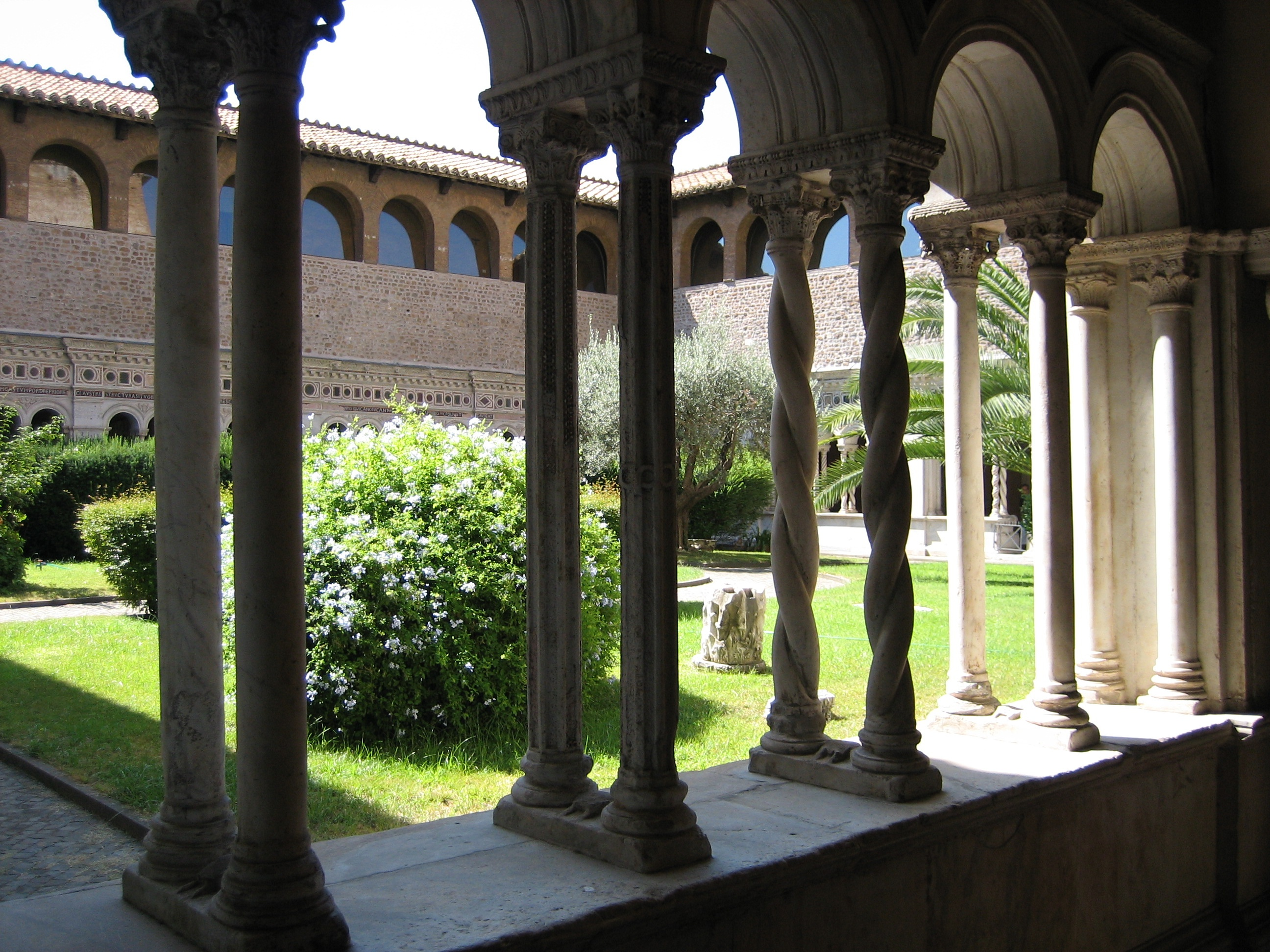
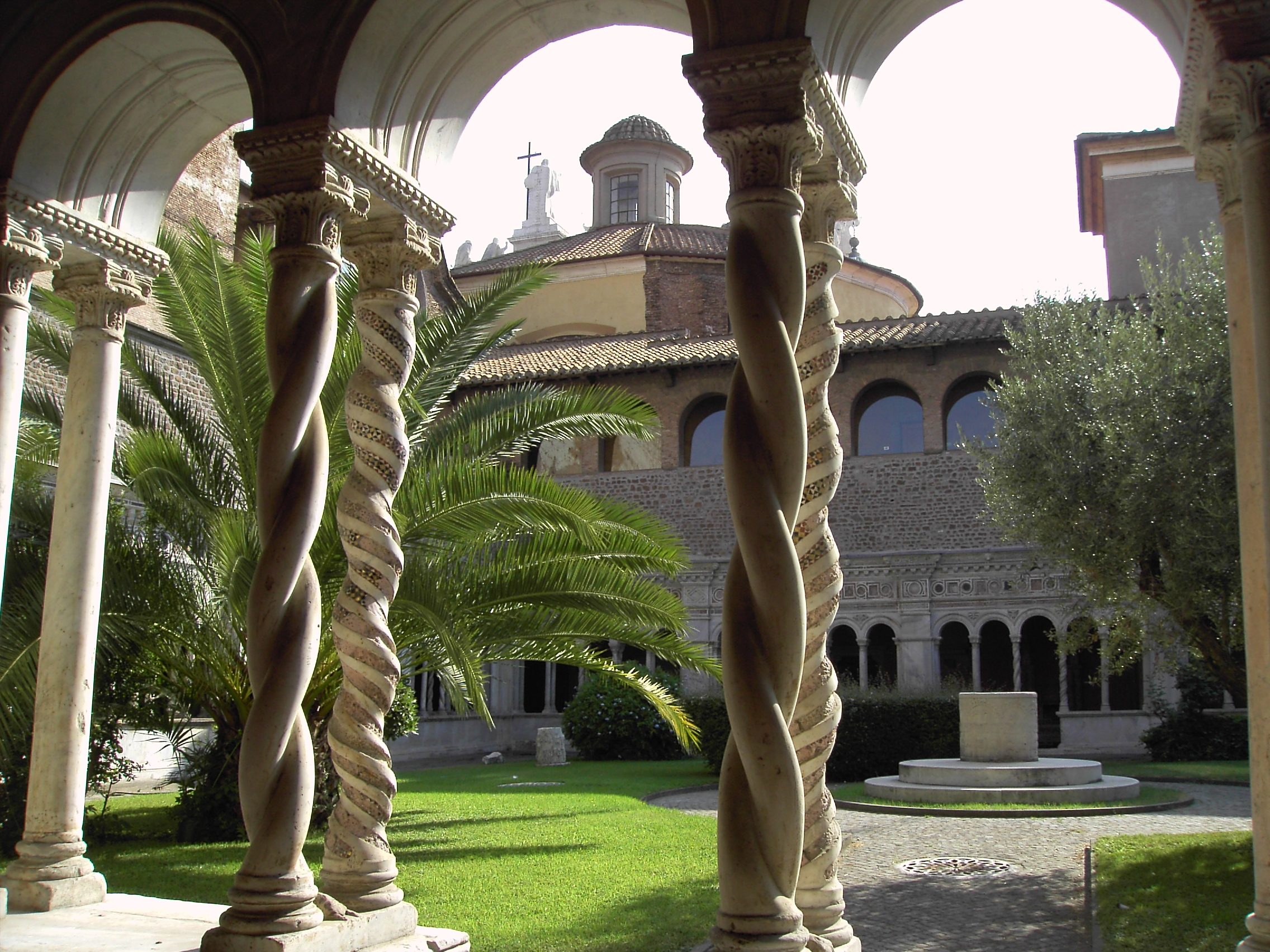
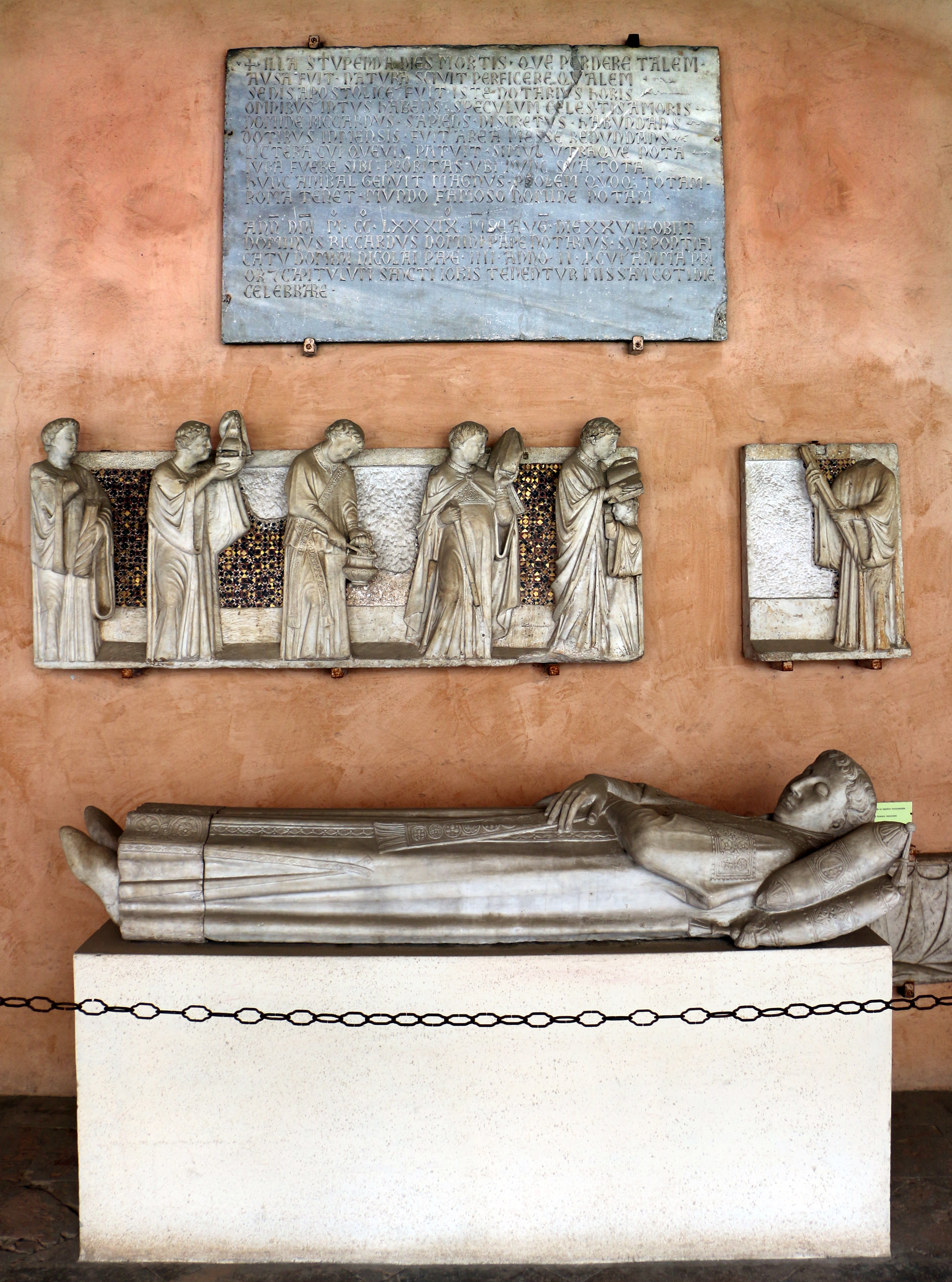
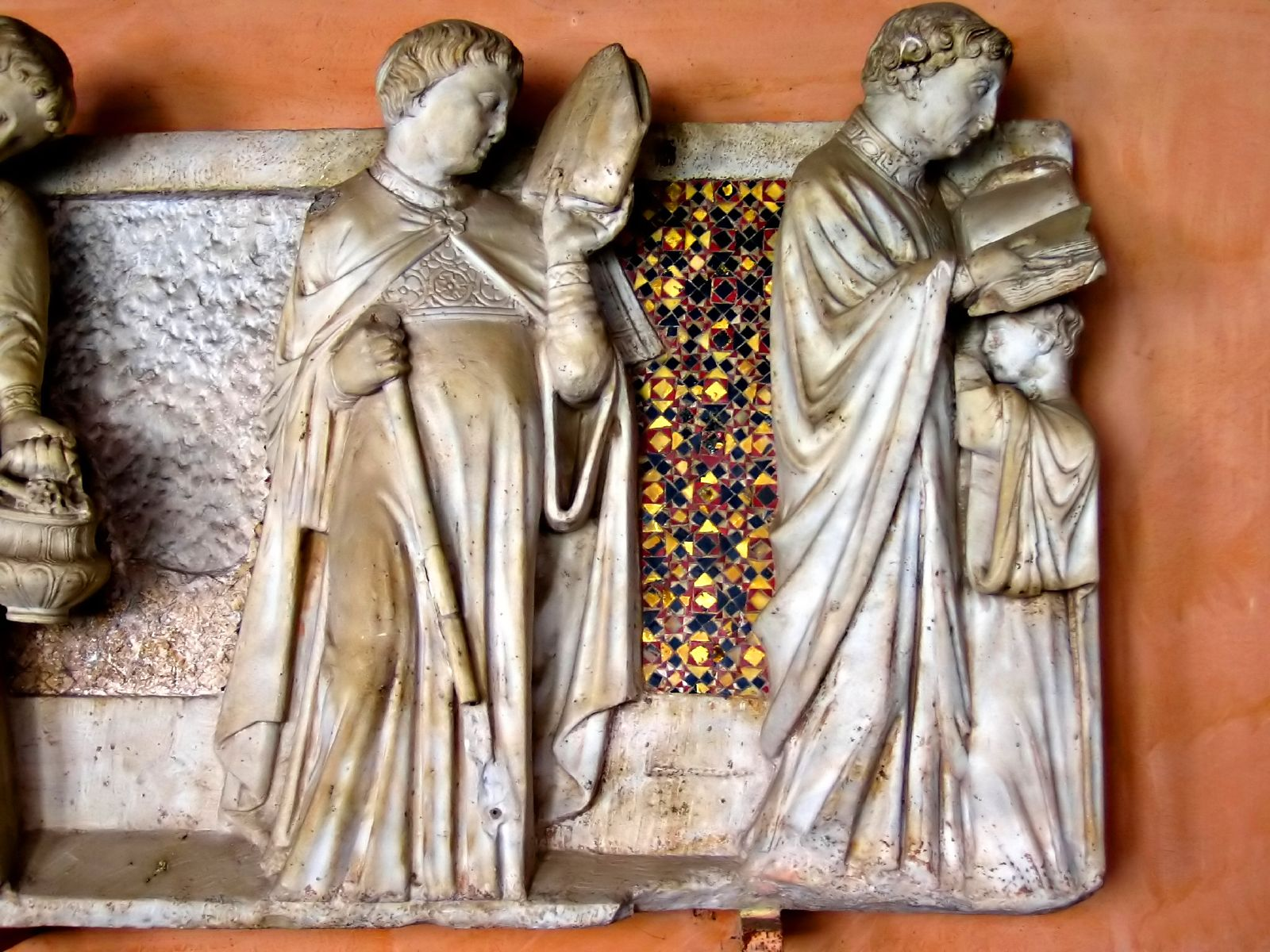
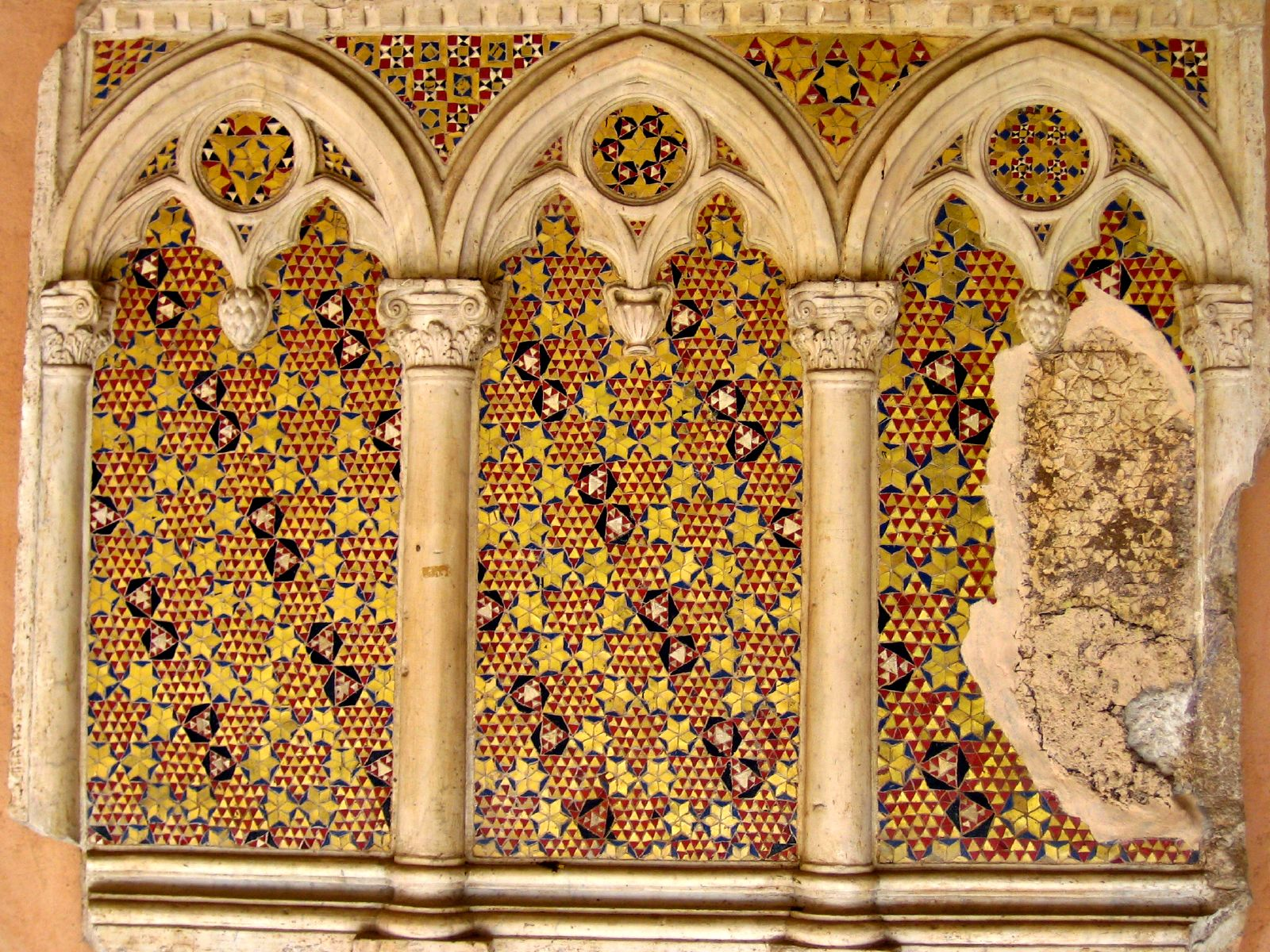

## További képek

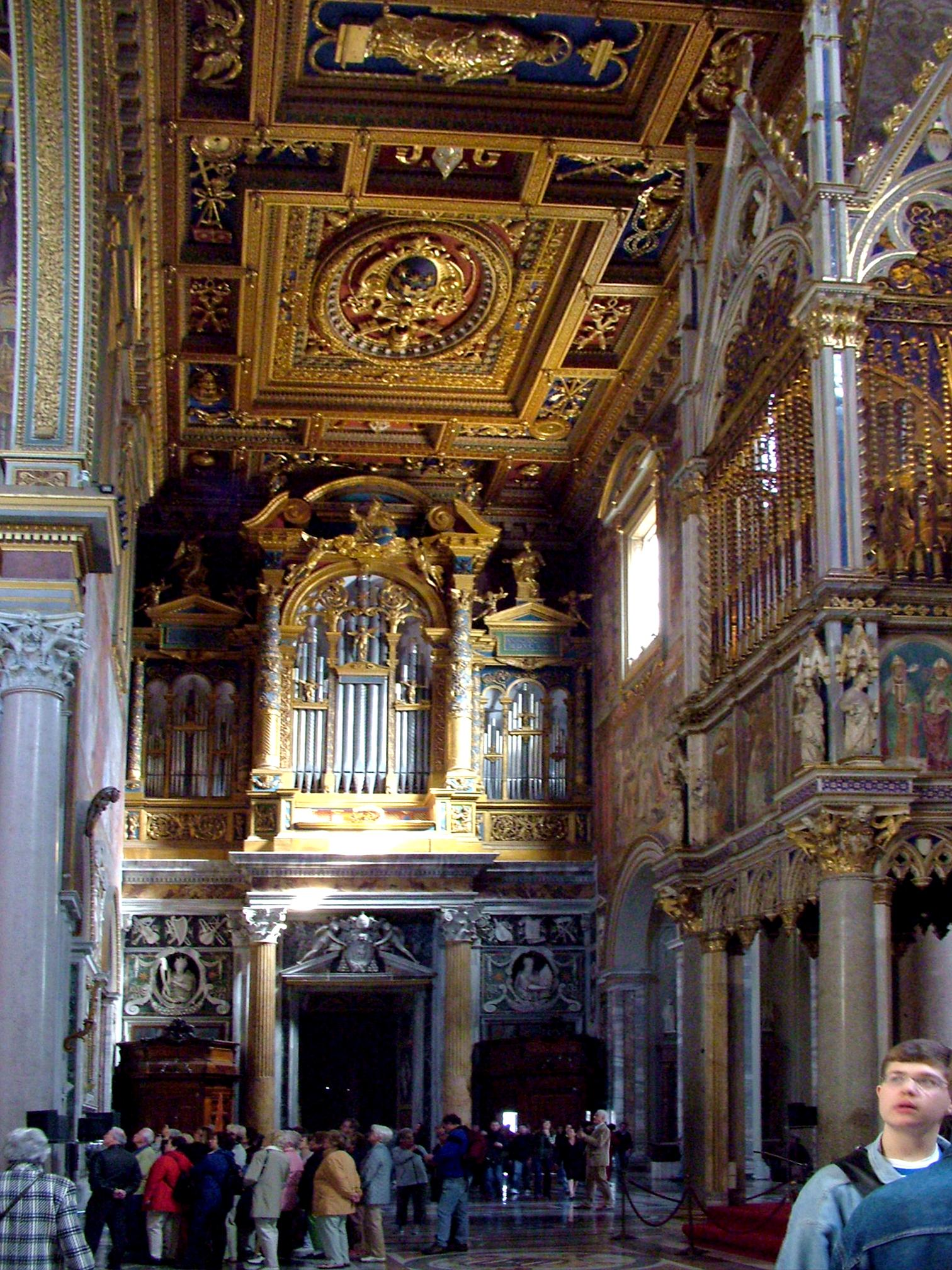
Kereszthajó
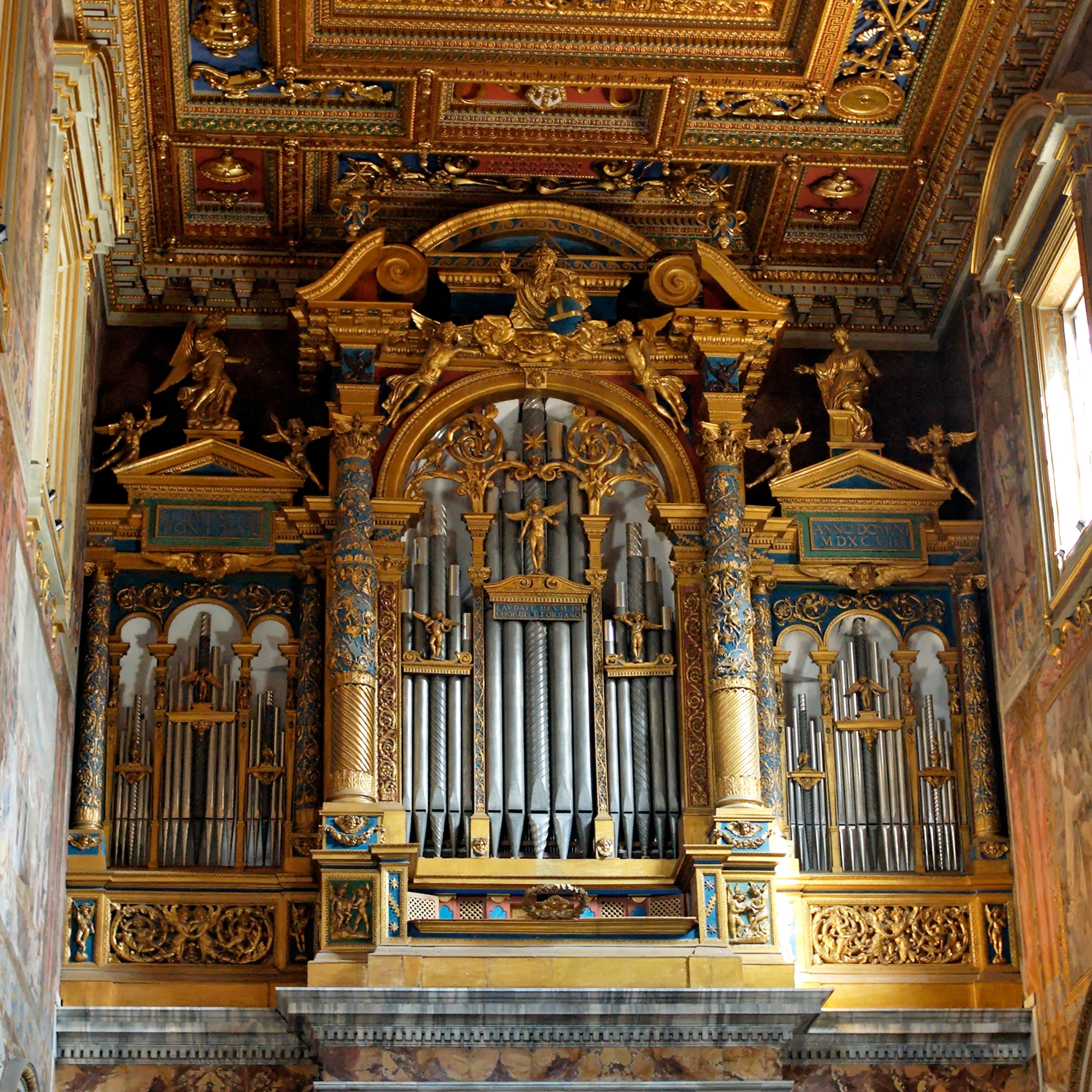
Orgonasípok
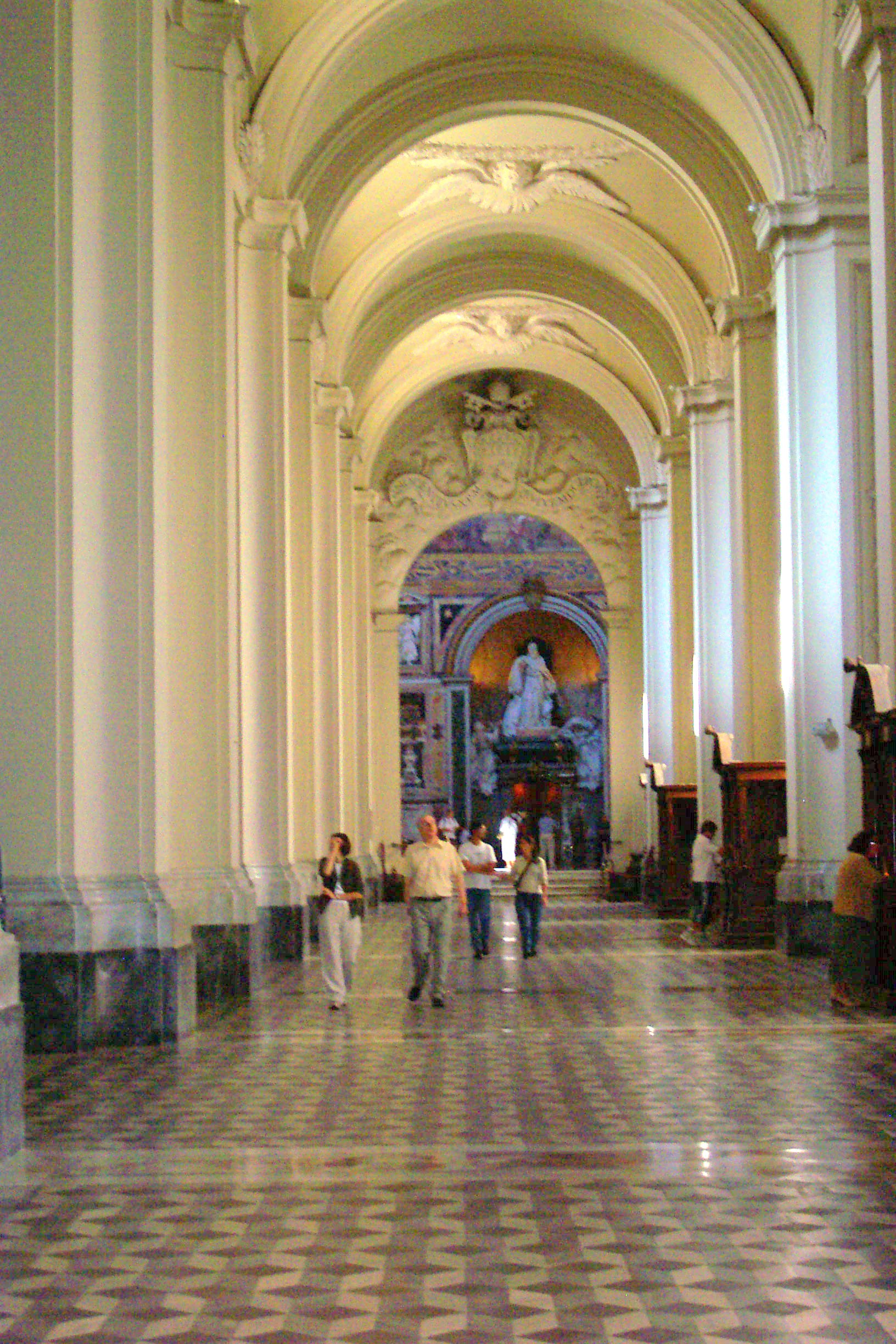
Mellékhajó
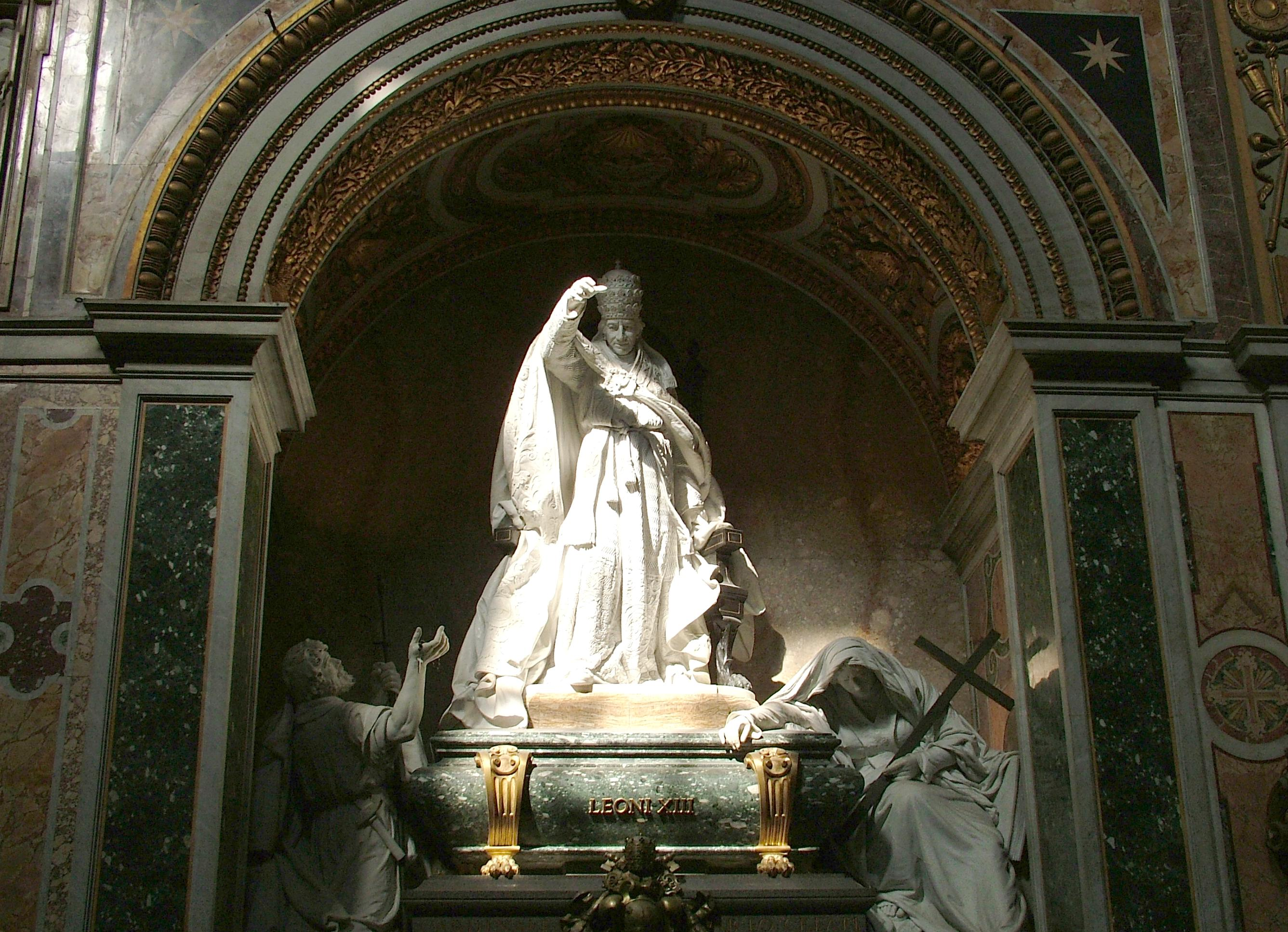
XIII. Leó pápa síremléke
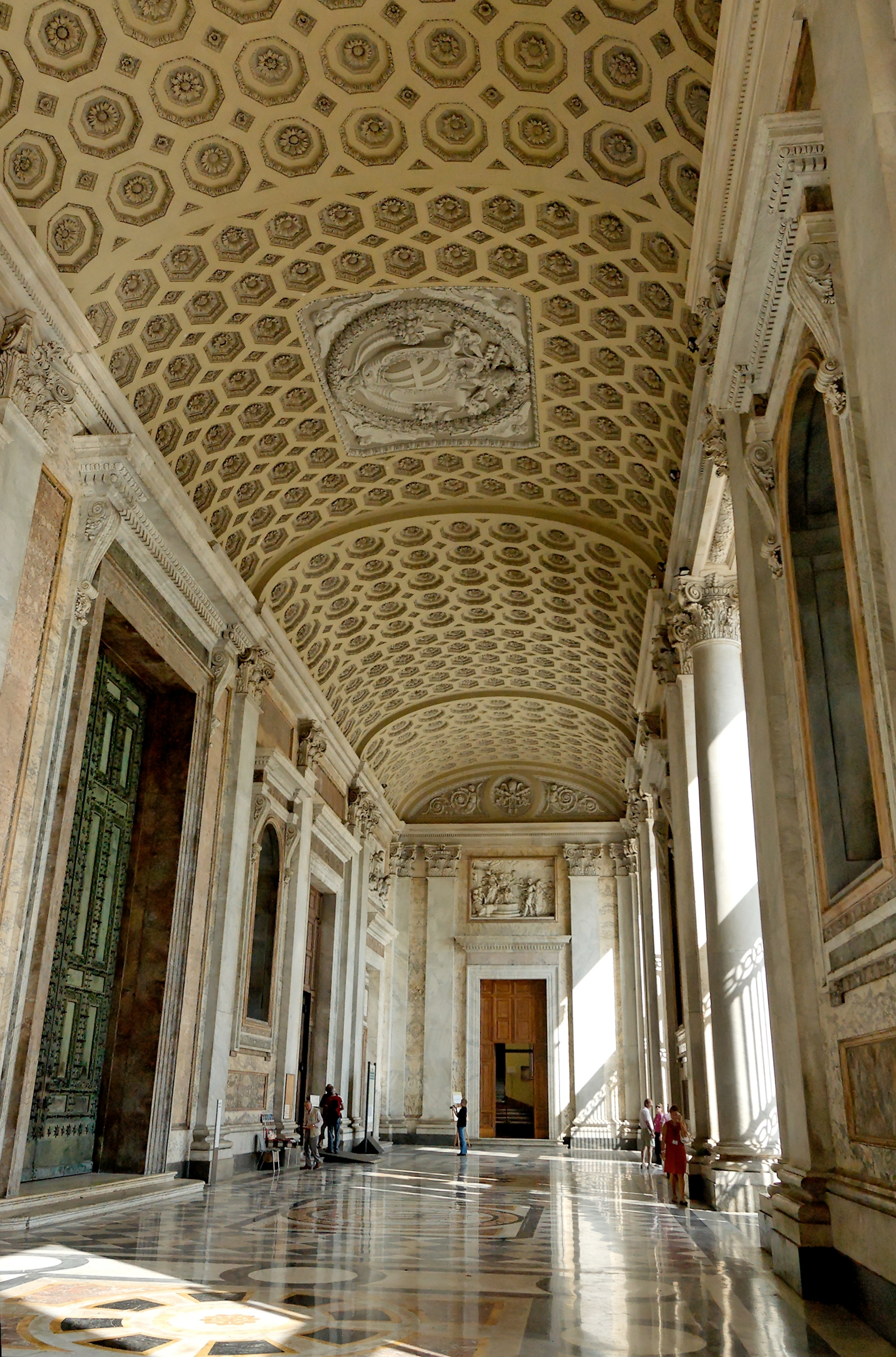
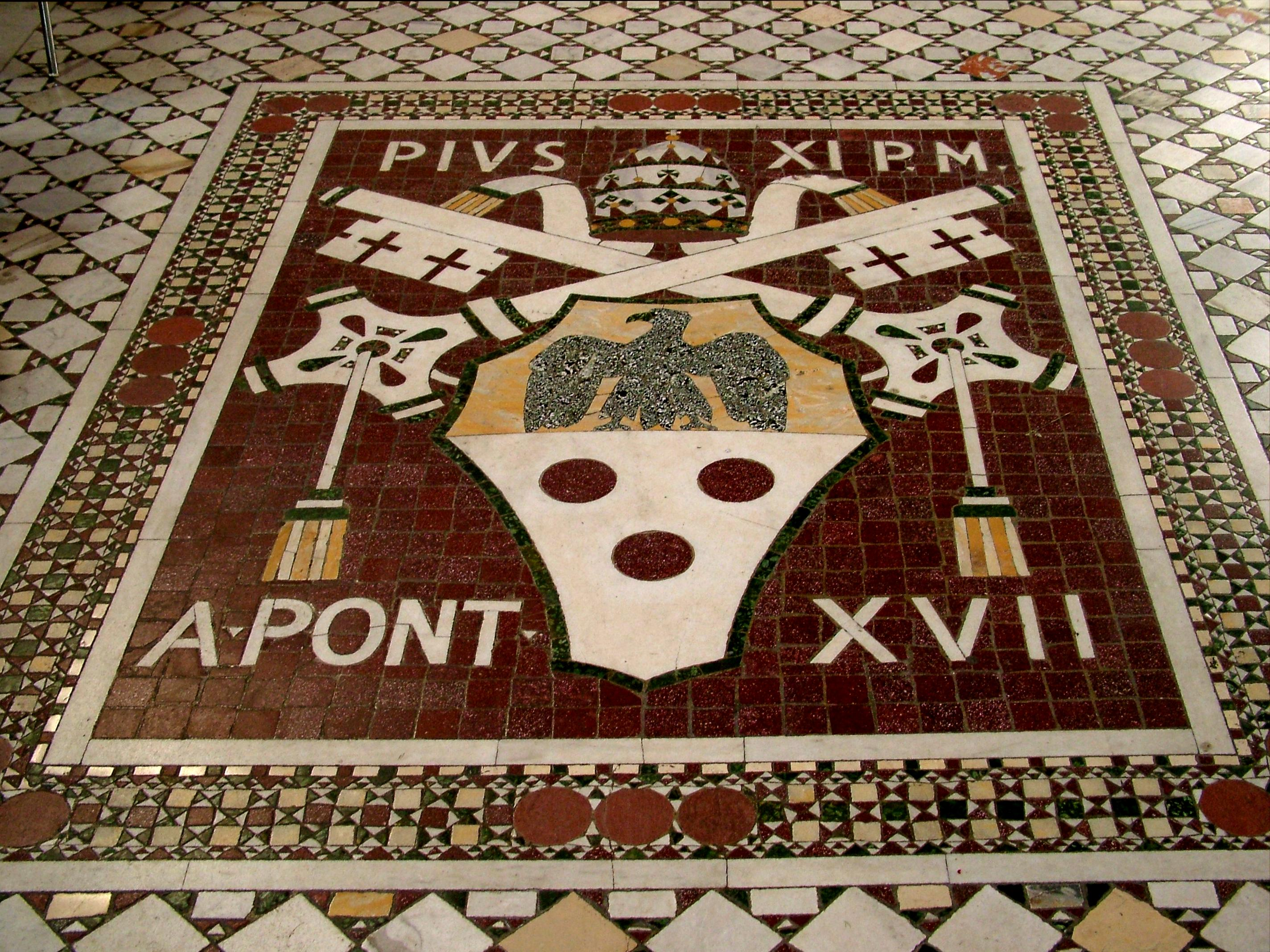
Kozmatikus stílusú padlóburkolat
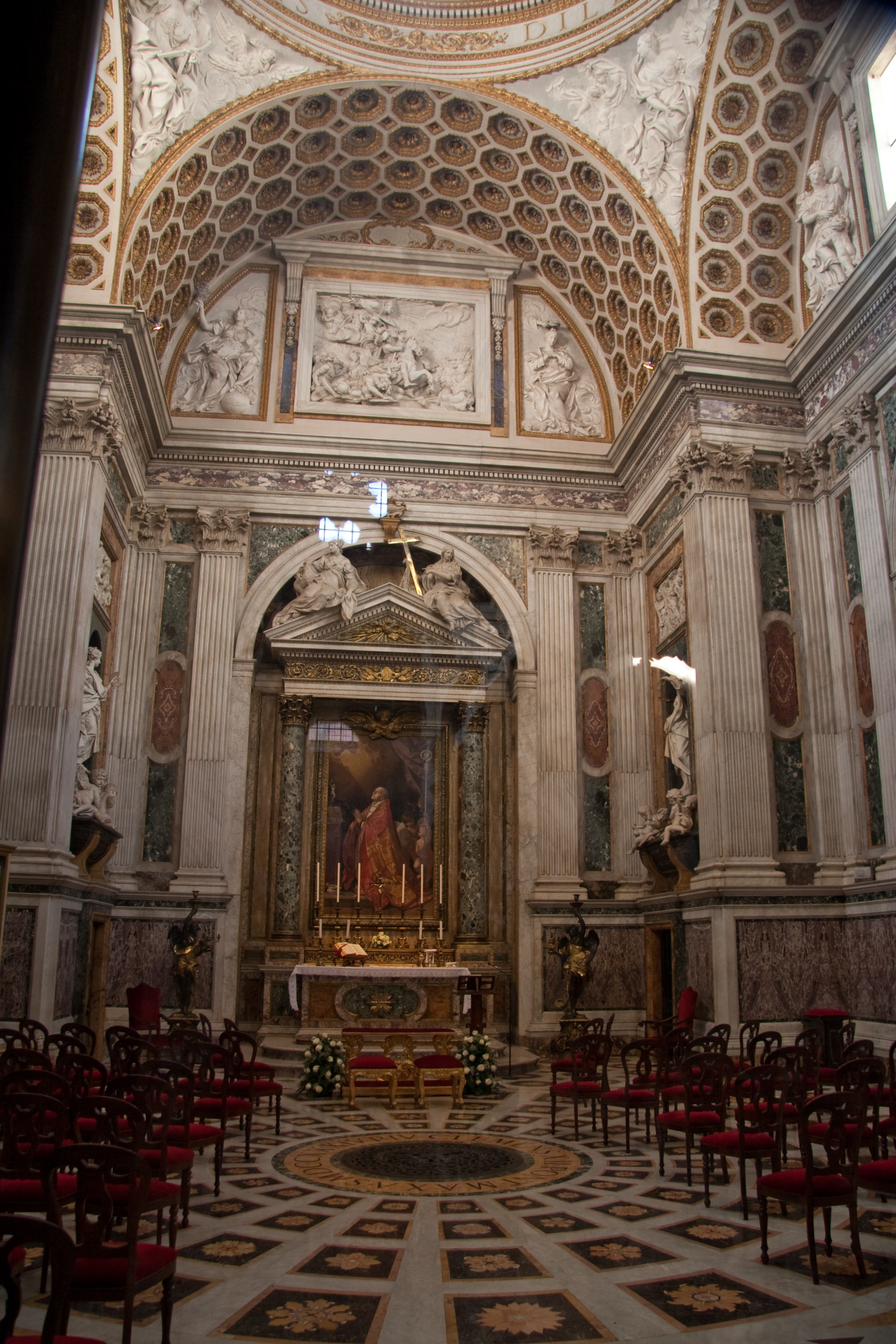